# همدان
هَمِدان، هَمَدان () یا به گویش محلی هِمِدان یکی از شهرهای ایران در منطقهٔ غربی و کوهستانی ایران و مرکز شهرستان و استان همدان است. این شهر در دامنهٔ کوه الوند و در بلندای ۱٬۷۴۱ متری از سطح دریا واقع شده است و از شهرهای سردسیر ایران به‌شمار می‌آید. همدان از قدیمی‌ترین شهرهای ایران و جهان است. در سال ۱۳۸۵ مجلس شورای اسلامی در مصوبه‌ای همدان را «پایتخت تاریخ و تمدن ایران» اعلام کرد. همدان اولین پایتخت نخستین شاهنشاهی ایران، مادها بوده است. با این حال قدیمی‌ترین آثار یافت‌شده از محوطهٔ باستانی هگمتانه و نیز کتیبه‌های گنج‌نامه مربوط به دوران هخامنشیان هستند. همچنین این شهر در روزگار هخامنشیان، اشکانیان، ساسانیان، آل بویه و سلجوقیان نیز یکی از پایتخت‌های کشور بوده است. همدان  به‌دلیل داشتن مراکز تاریخی و دیدنی یکی از شهرهای فرهنگی و گردشگری کشور شناخته می‌شود و از نظر علمی نیز با وجود مراکزی هماننددانشگاه بوعلی سینا، دانشگاه صنعتی همدان، دانشگاه آزاد اسلامی واحد همدان، دانشگاه پیام نور همدان، دانشگاه فنی و حرفه‌ای مفتح و مراکز دیگر، به عنوان یکی از قطب‌های دانشگاهی کشور شناخته شده است. آرامگاه بوعلی‌سینا نماد شهر همدان و همچنین یکی از نمادهای پیشینهٔ ایران در فرهنگ جهان و دانش و علم به‌شمار می‌رود.
این شهر از لحاظ جمعیت سیزدهمین شهر پرجمعیت ایران به‌شمار می‌آید. در سال‌های ۱۳۰۰ تا ۱۳۰۴ خورشیدی مهندس آلمانی کارل فریش طرحی مدرن را برای همدان طراحی کرد که از نوع نقشه‌های شعاعی محسوب می‌شود. شهرداری همدان در میدان آرامگاه بوعلی قرار دارد. به این میدان ۶ خیابان اصلی شهر متصل هستند. امروزه  به‌دلیل تراکم جمعیت و طراحی شعاعی، ترافیک درمرکز شهر بسیار زیاد است.

## نام
نخستین باری که اسم این شهر برده شد، در حدود ۱۱۰۰ سال پیش از میلاد بود که نام همدان را اَمدانه ذکر شده است. این شهر تحت نام‌های دیگری از قبیل هگمتانه، هگمتان، اکباتان، اکباتانا، آمدانه، آنادانا نیز نوشته شده است. در کتیبه‌های آرامی نو آشوریی نام آن شهر آمدانه آمده، این اسم بایستی مشتق از کلمهٔ ماد باشد چنان‌که آشوریان قوم ماد را آمادای ذکر کرده‌اند. از این رو آمادانه به معنی محل مادها و جایی‌است که مادها زندگی می‌کردند. در دوران مادها به زبان پارسی باستان این شهر هگمتانه یا هگمتانه به معنی «جای تجمع» خوانده می‌شد. اکباتان نیز همان تلفظ هگمتانه به زبان یونانی است.
نام هگمتانه به مرور زمان در دوران ساسانیان به اَهمتان، اَهمدان و سپس به همدان دگرگون شده است.همدان به گویش محلی هِمِدان خوانده می‌شود.

## تاریخچه
همدان یکی از قدیمی‌ترین شهرهای ایران و از کهن‌ترین شهرهای جهان است. همدان در روزگار، ماد، هخامنشیان، اشکانیان، ساسانیان، آل بویه و سلجوقیان یکی از پایتخت‌های کشور بوده است.

### پیش از اسلام
همدان به عنوان یکی از کهن‌ترین شهرهای ایران، از پیشینه چند هزار ساله‌ای برخوردار است. پیش از آمدن اقوام آریایی، شهر همدان از زیستگاه‌های اصلی قوم کاسیان به‌شمار می‌آمده است. در کتیبه‌های آرامی نو آشوریی (هزارهٔ دوم قبل از میلاد) از آنجا به عنوان یکی از ایالات کارکاشی (قوم کاسیان) یاد گردیده و آمده است که تیگلات-پیلسر یکم، شاه آشور این شهر را در ۱۱۰۰ سال پیش از میلاد فتح کرده است.
در مورد زمان و چگونگی احداث و نام بنیان‌گذار شهر همدان بین روایت‌های مورخان و جغرافیدانان یونانی و همچنین مابین مورخان اسلامی اختلاف‌نظر وجود دارد. به گفتهٔ هرودوت این شهر را نخستین شاه ماد دیاکو بنیان نهاده است.

#### مهاجرت مادها

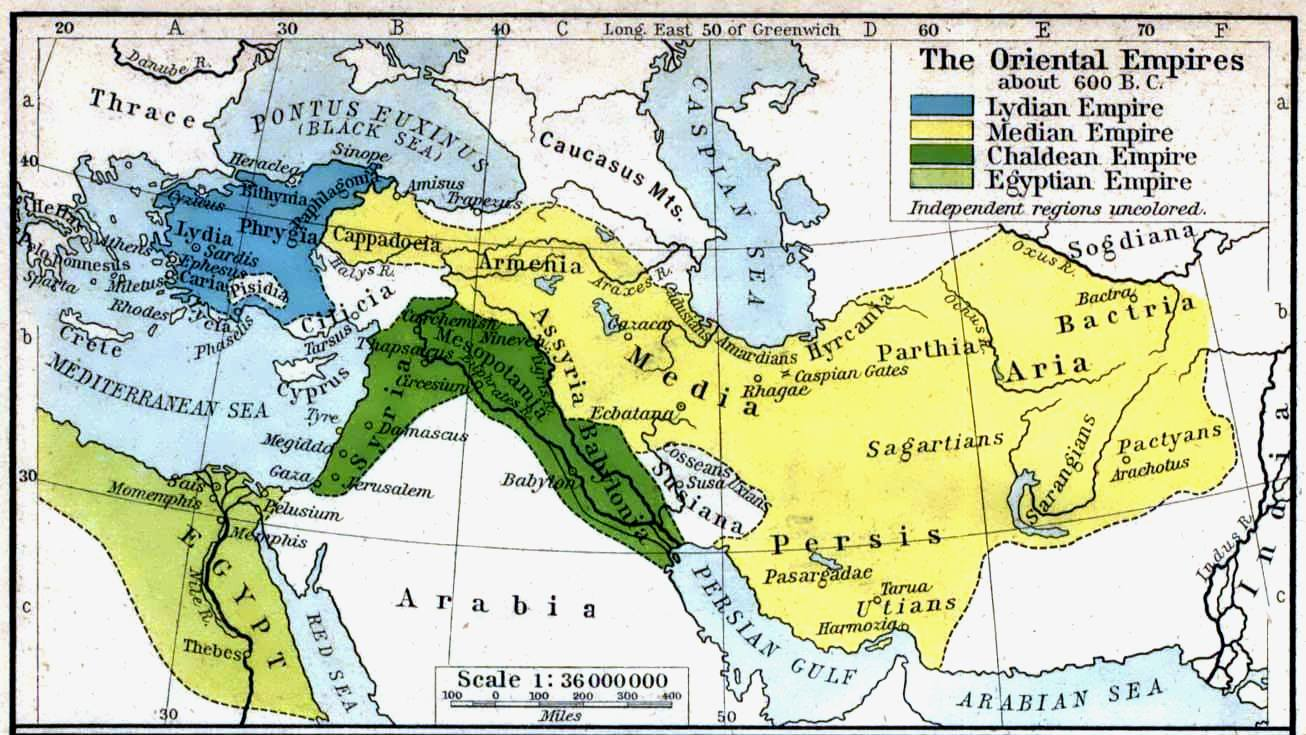
شاهنشاهی ماد (۵۵۰ پ. م) نخستین شاهنشاهی آریایی تباران در ایران

در حدود اوایل هزارهٔ دوم پیش از میلاد رویدادهایی در آسیای مرکزی پدیدار می‌شود که موجب نقل و انتقال مردمان ایرانی‌تبار که در سرزمین پهناوری در این ناحیه ساکن بودند، می‌گردد. در این هنگام دو قبیلهٔ ایرانی مادی و پارسی که با یکدیگر تفاوت اندکی در گویش داشتند، بسوی سرزمین‌های جنوبی‌تر کوچ کردند. تیرهٔ مادی در نواحی جنوب شرقی دریاچه ارومیه بین همدان و تبریز امروزی جای گرفت و بعدها تا اصفهان نیز پیش رفت.
در زمان مادها مهم‌ترین راه‌های کاروانرو در اکباتانا تلاقی می‌کردند و این شهر قلب ماد قدیم به‌شمار می‌رفت معمولاً معتقدند که هگمتانه به معنی محل تجمع یا بازار یا چیزی نظیر آن است البته احتمال دیگری نیز وجود دارد که جلسات عمومی اتحادیه قبایل در این نقطه برگزار می‌شده است. در یکی از جلسات عمومی اتحادیه قبایل، دیاکو به رهبری انتخاب شد. دیاکو هگمتانه را به عنوان پایتخت خود انتخاب کرد. مکان این شهر برای پایتخت شدن کاملاً مناسب بود، زیرا مشرف بر راهی بود که به بابل و آشور می‌رفت. بر اساس نوشته‌های هرودوت مورخ یونانی به دستور دیاکو نخستین پادشاه ماد در اکباتانا استحکامات عظیمی شامل ۷ دژ مشهور به قصر هفت‌حصار و کاخ‌های شاهی برپا شد. بیشتر پژوهندگان علوم تاریخ و باستان‌شناسی بر این باورند که تپه و بناهای امروزی هگمتانه، در دل شهر همدان، برجای‌ماندهٔ بقایای همین تأسیسات می‌باشند.

#### از هخامنشیان و اشکانیان

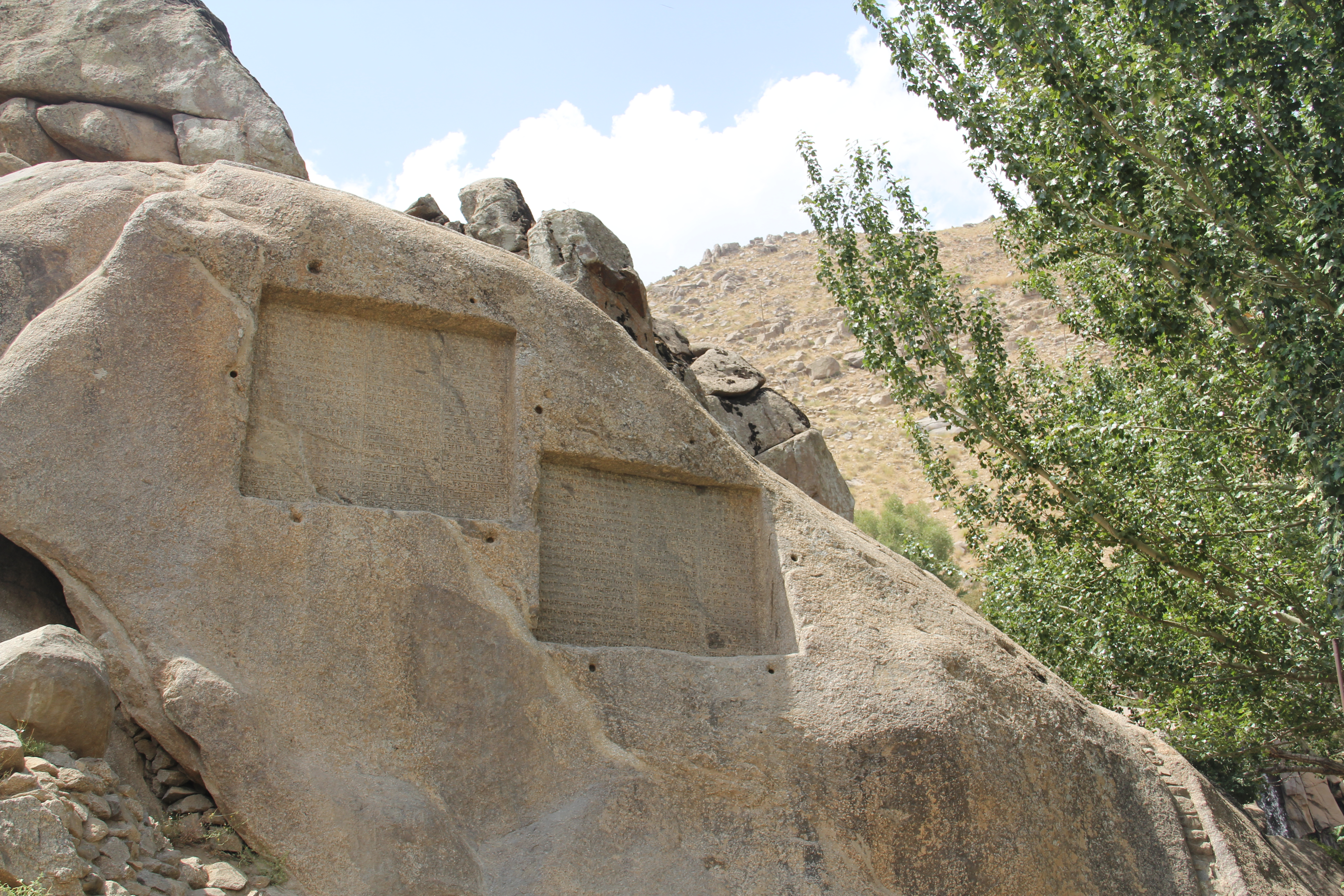
گنج‌نامه کتیبه‌های فارسی باستان به خط میخی از داریوش بزرگ و خشایارشا در همدان

کوروش بزرگ در سال ۵۵۰ پیش از میلاد، ایشتوویگو، آخرین پادشاه ماد را شکست داد و همدان را مقر تابستانی خود قرار داد. بدین ترتیب با تصرف همدان اولین حکومت آریاییان به دست شاخهٔ دیگر آریایی که پارس‌ها بودند، منقرض شد.با اینکه همدان اولین پایتخت نخستین شاهنشاهی ایران، مادها بوده است. با این حال قدیمی‌ترین آثار یافت‌شده از محوطهٔ باستانی هگمتانه و نیز کتیبه‌های گنج‌نامه مربوط به دوران هخامنشیان هستند.
بعد از انقراض مادها همدان هر چند مرکزیت نخستین را از دست داد ولی به عنوان یکی از سه پایتخت هخامنشیان مورد توجهٔ خاص بود. وجود کتیبه‌های گنج‌نامه بقایای ستون‌های سنگی کاخ‌های هخامنشی، جام‌ها و الواح زرین و سیمین به دست آمده از همدان، حاکی اهمیت این منطقه در دورهٔ هخامنشی‌است.
از نظر تاریخی مشخص است که اسکندر مقدونی دو بار از همدان دیدار کرده است، نخست در تعقیب داریوش سوم در ۳۳۰ سال پیش از میلاد و برای دومین بار در ۳۲۴ سال پیش از میلاد در راه بازگشت از هند. اسکندر پس از ورود به همدان جشنی به مناسبت پیروزی‌های خود برپا کرد. پلوتارک می‌نویسد، در حین برگزاری این جشن، دوست دوران کودکی اسکندر هفستیون به‌طور ناگهانی درگذشت. پس از این واقعه اسکندر سرزمین‌های اطراف همدان را به باد غارت گرفت، باروهای شهرهای اطراف را ویران ساخت و مردم این سامان را به بهانهٔ پیشکش قربانی برای هفستیون، دوست محبوبش از دم تیغ گذراند. به عقیدهٔ برخی از محققان مکانی به نام مزار اسکندر که قبلاً نزدیک تپه هگمتانه قرار داشت، در اصل «مزار هفستیون» بوده است. در اواخر دوره سلوکی شهر همدان محل تلاقی و برخورد متعدد آنان با قوای اشکانیان بود تا اینکه مهرداد یکم در سال ۱۵۵ پیش از میلاد شهر را تصرف کرد.

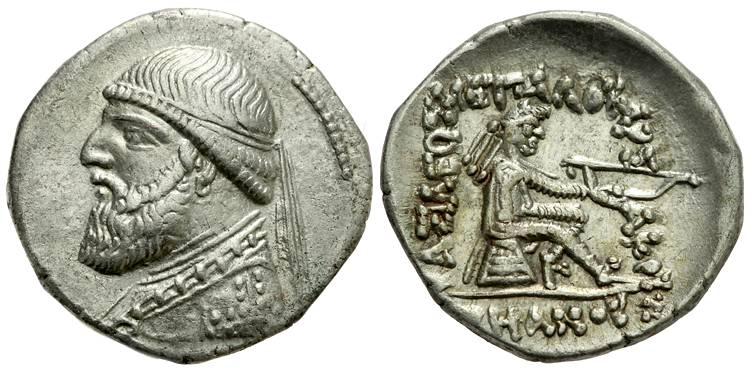
سکهٔ نقره‌ای مربوط به دورهٔ مهرداد ششم ساخته‌شده در هگمتانه

همدان پایتخت تابستانی شاهان اشکانی نیز بوده است. در دامنهٔ تپهٔ مصلی همدان، شیر سنگی بزرگی قرار دارد. ظاهراً در زمان اشکانیان این مجسمه با مجسمهٔ دیگری که نظیر و قرینهٔ آن بوده، در سمت یکی از دروازه‌های شهر نصب بوده است. بعدها عرب‌ها آن دروازه را باب‌الاسد خواندند. از دورهٔ اشکانی در همدان گورستان پارتی برجای‌است. همدان یکی از آخرین پایگاه‌های مقاومت اشکانیان در برابر حکومت تازه‌نفس ساسانی بود. از آرتاباز پسر اردوان پنجم آخرین شاه اشکانی، که پس از مرگ پدرش درنبرد با سپاهیان اردشیر بابکان رهبری مبارزات را به مدت ۳ سال تا ۲۳۰ میلادی علیه اردشیر بابکان ادامه داد، سکه‌ای یک درهمی در دست است که محل ضرب آن همدان به سال ۲۲۷ میلادی‌است.

#### از ساسانیان تا حملهٔ اعراب
اکباتان تا سال ۲۲۶ میلادی به پارتیان وفادار ماند، تا اینکه به همراه آتروپاتن تا به شمال به تسخیر اردشیر اول (۲۲۴–۲۴۱ م) درآمد. در اینجا مدارک متناقضی وجود دارد که آیا اکباتان به عنوان کاخ تابستانی به کار رفته است یا نه. بنابر گفتهٔ ابن فقیه، ساختمان‌هایی بین تیسفون، پایتخت ساسانیان، و کوه الوند (و نه فراتر از آن، حتی همدان) ساخته شد. شهر همدان در مدت کوتاهی بعد از جنگ نهاوند در ۲۳ ه‍.ق/۶۴۲ م به دست مسلمین افتاد و مرکز استان شد.
در دوره ساسانی شهر همدان یکی از ضرابخانه‌های این حکومت بوده و سکه‌های متعددی از این دوره در این شهر کشف شده است. در کتابچه‌ای به نام شهرستان‌های ایرانشهر که در زمان قباد یکم حدود ۵۰۰ میلادی به زبان پهلوی نگاشته‌شده، بنای همدان به یزدگرد یکم نسبت داده‌شده و این نشاندهندهٔ عملیات عمرانی مهمی‌است که توسط او در همدان صورت گرفته است.
شهریاران ساسانی به عادت هخامنشی تابستان را در هکمتانه (همدان) و زمستان را در تیسفون بودند.

### پس از اسلام
در حمله اعراب، شهر همدان پس از سقوط نهاوند به دست مسلمانان افتاد و چندان اهمیت و اعتبار داشت که اعراب گشودن آن را پس از فتح نهاوند، بزرگ‌ترین پیروزی خود بر ساسانیان شمردند.

#### از حکومت خلفای راشدین تا صفویه
بنا بر گفتهٔ طبری همدان برای بار اول به سال ۶۴۲ میلادی (۲۱ هجری)، و در برخی از منابع دیگر، در سال ۶۴۰ میلادی (۱۹ هجری) و به فاصلهٔ کوتاهی پس از فتح نهاوند با صلح توسط سپاه اعراب گشوده شد. پس از تسلط اعراب بر همدان، نخست مردم همدان قبول جزیه نمودند و صلح کردند اما چون چندی گذشت، حاکم ایرانی شهر همدان که مورخان از وی به عنوان حیش و با لقب خسروشنوم یاد کرده‌اند، سر از اطاعت و انقیاد اعراب باز زد و دستور داد شهر را با حصاره‌ای مستحکم، قابل مقاومت در مقابل اعراب سازند.
در سال ۶۴۴ میلادی (۲۳ هجری)، خلیفهٔ دوم عمر بن خطاب جمعی از سپاهیان را مأمور مقابله با شورش همدان نمود. خسروشنوم نیز از آذربایجان جمعی را به مدد خواست و صفی محکم بیاراست. در ده معروف به راجرود جنگی خونین به مدت سه شبانه روز بین طرفین ادامه داشت تا اینکه خود خسروشنوم به قتل رسید و ایرانیان بدون سردار روی به فرار نهادند و همدان برای بار دوم، شش ماه پس از به خلافت رسیدن خلیفهٔ سوم، عثمان به دست اعراب افتاد. در دوران خلافت عثمان نیز مردم همدان دست به شورش و اغتشاش زدند و عثمان مغیره بن شعبه را مأمور دفع شورش قرار داد. بعد از فتح همدان به دست مسلمانان به‌تدریج بعضی از طایفه‌های عرب در این شهر ساکن شدند و از آن میان بنوسلمه حکومت شهر را به دست گرفت.

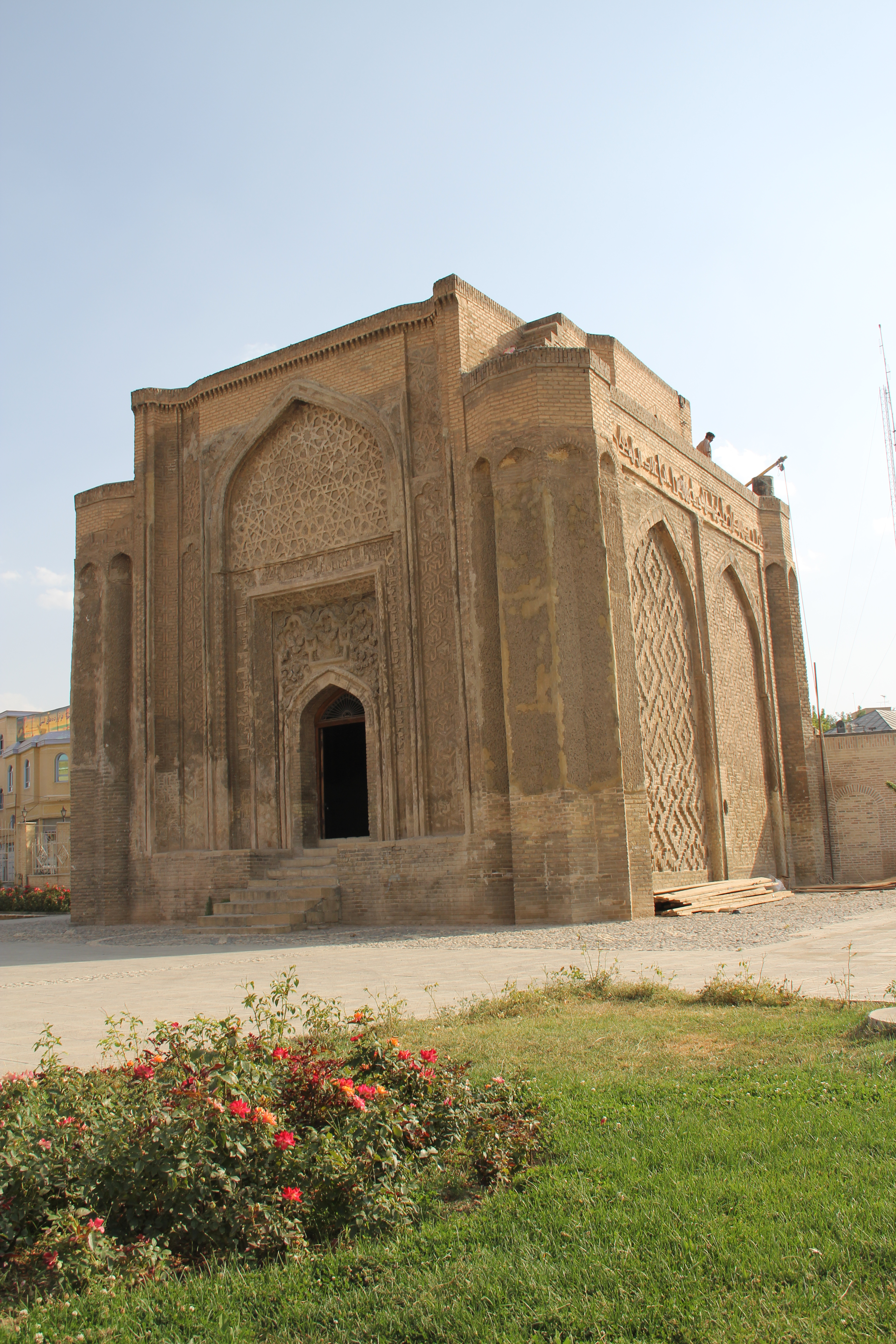
گنبد علویان

از اواسط سده سوم حکومت شهر به دست سادات علوی افتاد. آنان به عنوان علویان در همدان حکمرانی کردند. بنای ارزشمند گنبد علویان یادگار این دوره است.
در سال ۹۳۱ میلادی (۳۱۹ هجری) همدان مورد حملهٔ مردآویج، بنیان‌گذار سلسلهٔ آل زیار قرار گرفت. مردآویج به خاطر آنکه مردم همدان خواهرزادهٔ وی بنام ابوالکرادیس را همراه با عده‌ای از سپاه دیلم به قتل رسانده بودند، این شهر را عرصهٔ غارت و قتل‌عامی عظیم کرد. مردآویج شیر سنگی را از دروازه‌های شهر به خاک افکند، در نتیجه یکی از این دو مجسمهٔ تاریخی بی‌نظیر به کلی خرد شد و دیگری هنوز هم باقی‌است.
در سده دهم و یازدهم میلادی (از نیمهٔ دوم چهارم هجری تا سال ۴۱۴ هجری قمری) همدان یکی از پایتخت‌های ایران محسوب می‌شد، زیرا در این دوره شاخه‌ای از خاندان آل بویه در این شهر حکومت می‌کردند. پایتخت آل بویه در ابتدا اصفهان بود ولی پس از انشعابی که در این خاندان روی داد و سلطنت ایران و عراق عرب بین افراد آن خاندان تقسیم شد و ری و همدان و بغداد نیز عنوان پایتختی یافتند. ابن سینا دانشمند مشهور ایرانی مدتی در این شهر وزارت شمس‌الدوله دیلمی را به عهده داشت. آرامگاه این فیلسوف و پزشک نامدار اکنون در شهر همدان قرار گرفته است.
در نیمه دوم سده پنجم و در دوران سلجوقیان عراق عجم همدان مرکز سیاسی و پایتخت این دودمان بود و به همین علت چند تن از سلاطین سلجوقی  ازجمله سلطان مسعود بن محمد بن ملکشاه و سلطان محمد بن محمود در همدان مدفون شدند. در ابتدای این دوران تعداد زیادی مدرسه در این شهر راه‌اندازی شد و دانشمندان و طالبان علم و دانش از جاهای دیگر به سوی همدان روان شدند. البته این دوره کوتاه‌مدت بود و دلیل جنگ‌هایی آتی که بین این سلسله و خلافت عباسی درگرفت، این شهر دچار آسیب‌هایی شد. باباطاهر عریان شاعر نامدار همدان هم‌زمان با پادشاهی نخستین شاه سلجوقی، طغرل بیک می‌زیسته است. شرح ملاقات طغرل و باباطاهر در کتاب راوندی آمده است.
مغولان در تعقیب سلطان محمد خوارزمشاه بعد از آنکه ری و قم را ویران کردند به سوی همدان حرکت کردند. همدان دو بار توسط مغولان مورد حمله قرار گرفت. بار اول در زمستان سال ۶۱۸ هجری  به‌دلیل وحشتی که مردم داشتند، از مغولان اطاعت کردند و آنان نیز به غارت اموال اکتفا کردند.
حملهٔ دوم مغولان به همدان در بهار سال بعد اتفاق افتاد. این بار همدانی‌ها که بر اثر پرداخت‌های سال قبل چندان ثروتی برایشان باقی نمانده بود، تصمیم به مقاومت گرفتند. تصرف شهر برای مغولان به طول انجامید و در جریان محاصره گروه کثیری از سربازان مغول کشته شدند. سرانجام شهر به دست مغولان افتاد و مردم شهر قتل‌عام شدند. مغولان پس از این قتل‌عام شهر را به آتش کشیدند و آنچه ر.ک. از همدان باقی‌مانده بود، نابود کردند.
محققان وجود دو تپه حاصل از گورهای جمعی در میدان وسیع محلهٔ دوگوران همدان را، آثار بازماندهٔ این قتل‌عام می‌دانند. گمان می‌رود بازماندگان از آنجاییکه فرصت دفن کشتگان را نداشتند، همهٔ کشتگان را به صورت دو تپه بر روی هم انباشته و خاک بر آنان پوشاندند.
پس از به خاک و خون کشیدن مردم همدان و تسلط کامل مغولان بر این شهر بایدوخان ششمین ایلخان مغول در سال ۶۹۵ هجری در این شهر تاجگذاری کرد و به سبب اینکه به این شهر و مردم آن علاقه‌مند شده‌بود، با کوشش تمام به ترمیم آن پرداخت و دیگر حکام مغول هم از وی پیروی کردند؛ بدین طریق در عهد ایلخانان در قرون هفتم و هشتم هجری، این شهر تا حدی رونق و اهمیت سابق را بازیافت. خواجه رشیدالدین فضل‌الله همدانی در دوران فرمانروایی ۳ تن از ایلخانان مغول در مقام وزارت بود و این شهر از توجه آن وزیر به‌سازگر و دانشمند برخوردار شد. ابنیهٔ مهمی مانند آرامگاه استر و مردخای، مقبرهٔ سابق باباطاهر، امامزاده اظهر و امامزاده هود و غیره از این دوره برجای مانده است. این رونق و آبادانی دیری نپایید و لشکریان تیمور شهر را تصرف و ویران نمودند. پس از آن همدان برای حدود ۳۰۰ سال تقریباً به فراموشی سپرده‌شد.

#### از صفویه تا انقلاب مشروطه

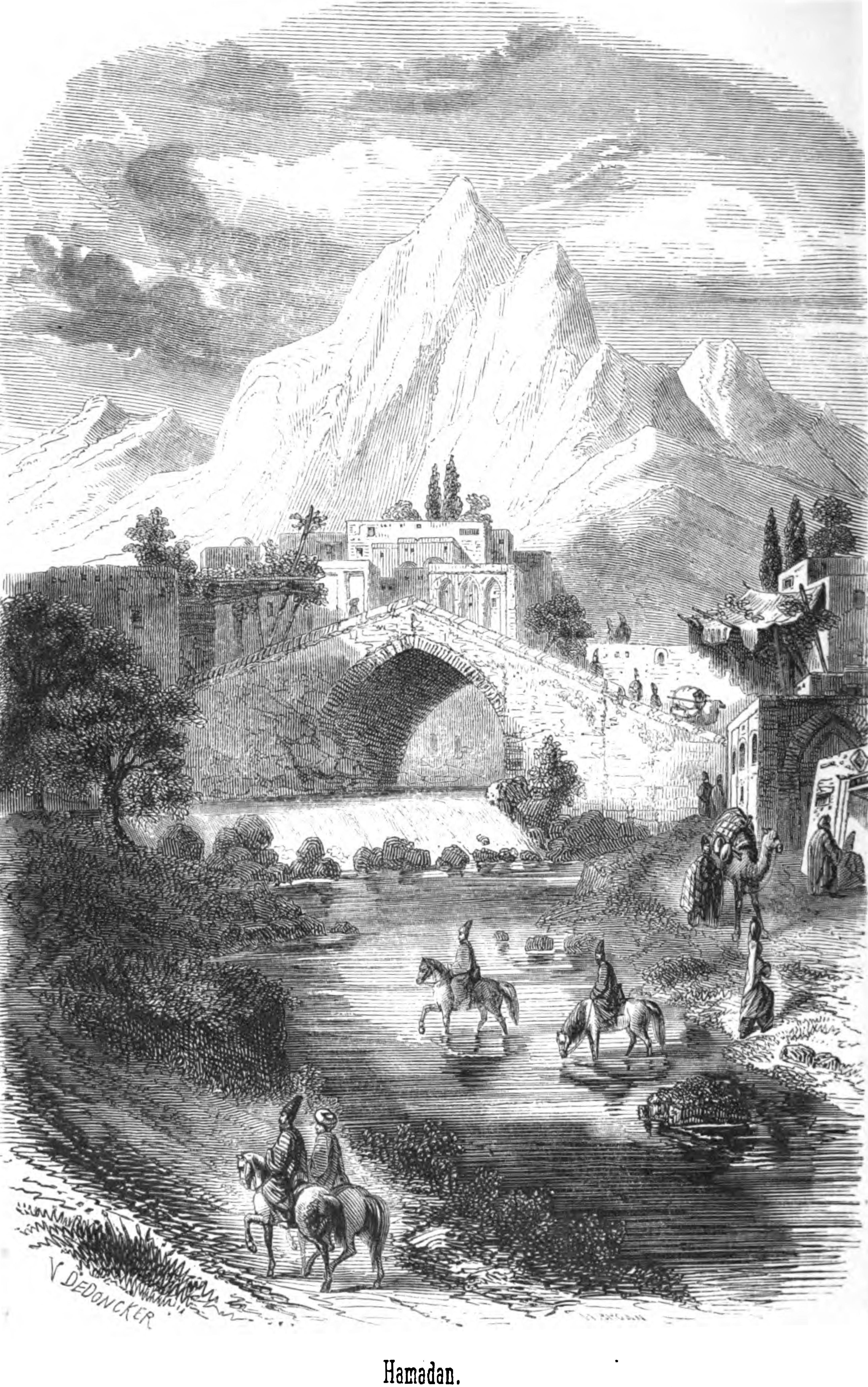
تصویری نقاشی شده از همدان در سال ۱۸۵۰ میلادی

همدان در دورهٔ صفویه دوباره از نعمت و آبادانی بهره‌مند گردید. پس از انقراض سلسلهٔ صفویه و بروز هرج و مرج در ایران در سال ۱۷۲۴ میلادی (۱۱۳۸ هجری)، شهر همدان به تصرف احمد پاشا عثمانی والی عثمانی درآمد و بر اثر مقاومت مردم در برابر قوای عثمانی، گروه بزرگی از مردم شهر قتل‌عام شدند. حزین لاهیجی که خود از نزدیک نظاره‌گر مقاومت مردم همدان در برابر قوای عثمانی و قتل‌عام آنان بوده، شرح این ماجرا را در کتاب سیاحتنامهٔ ایران خود آورده است. شش سال بعد در سال (۱۱۴۴ هجری)، نادر افشار همدان را از تصرف عثمانی‌ها درآورد و سرانجام در سال (۱۱۴۴ هجری) به موجب پیمان‌نامه‌ای میان ایران و عثمانی، شهر همدان به‌طور قطع به ایران واگذار شد.
در دوران زندیه همدان در دست امیران آن خاندان بود و در سال (۱۱۹۳ هجری) علی مرادخان نوهٔ خواهری کریمخان زند بعد از مرگ وی دم از استقلال زد و همدان را به عنوان پایتخت خود برگزید. او در این شهر به نام خود سکه ضرب کرد.
در سال (۱۲۰۵ هجری) آقامحمدخان قاجار همدان را تصرف کرد و برج و باروی آن را ویران کرد. در طول حکومت قاجاریان موقعیت شهر همدان به تدریج تثبیت شد. بازسازی و احداث بازار و مسجد جامع همدان و تویسرکان و ملایر از یادگارهای این دوره است.

#### از دوران مشروطه تا معاصر
مظفرالدین‌شاه، فرمان مشروطیت را در ۱۴ مرداد ۱۲۸۵ شمسی امضا کرد. از وقایع مهم این دوران این بود که نمونه‌ای کوچک از نظام حکومت مشورتی حدود ۲ سال پیش از وقوع گستردهٔ جنبش مشروطه ایران در همدان به وقوع پیوسته بود و علی ظهیرالدوله حاکم منصف و متنفذ همدان، شورائی ۵۰ نفره از برگزیدگان اعیان و اشراف و اصناف و علما و تجار و اقلیت‌های دینی فراهم نمود تا در امور حکومت مشورت و همیاری و همفکری کنند. این دوران مثبت حکومت ظهیرالدوله در انسجام فرهنگی و اجتماعی همدان تأثیر فراوانی داشت، به گونه‌ای که پس از استقرار نظام مشروطه در ایران، این منطقه از لحاظ فرهنگی، اجتماعی و سیاسی رشد بسیار چشمگیری یافت. 

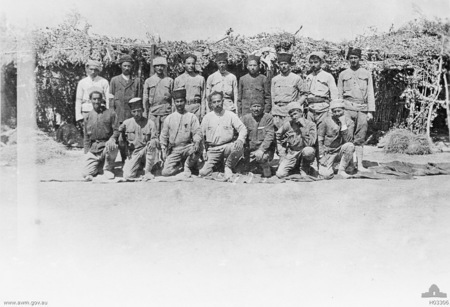
گردان ارمنیان تحت استخدام نیروهای انگلیسی در سال ۱۹۱۷ میلادی و در طی جنگ جهانی اول در همدان.

 اما وقوع جنگ جهانی اول این شهر و منطقه غرب کشور را تبدیل به میدان زورآزمایی دول متخاصم و دچار نابسامانی‌های اجتماعی و اقتصادی فراوانی نمود. قحطی و مشکلات فراگیر شد و این‌گونه بود که به ناچار تلاش معیشت و عشق حیات، مردم را از توجه به مسائل فرهنگی بازداشت.
در اواخر دوران قاجار شهر همدان با فاصلهٔ ۱۰ سال شاهد دو قحطی بزرگ بود. نخست در سال‌های حدود ۱۲۸۶ شمسی، قحطی مصنوعی همدان در دوران حکومت علی ظهیرالدوله به‌خاطر مخالفت خوانین همدان با افکار مشروطه خواهانهٔ ظهیرالدوله حاکم همدان و قحطی دوم قحطی در دوران جنگ جهانی اول و در سال‌های حدود ۱۲۹۶ شمسی بود. در طی این جنگ شهر همدان به تناوب به اشغال قوای روس، عثمانی و انگلیس درآمد و این شهر ستاد سپاهیان آن‌ها بود.
در دوران جنگ ایران و عراق شهر همدان بارها هدف بمباران‌های عراق واقع شد. یکی از شدیدترین حملات بمباران در روز جمعه ۲۵ تیر ماه ۱۳۶۱ شمسی توسط جنگنده‌های عراق بود که هم‌زمان با روز قدس انجام گرفت. در این حمله ده‌ها خانهٔ مسکونی در ۴ منطقه از شهر همدان ویران شدند و ۹۷ تن از شهروندان همدانی کشته و ۵۹۵ تن دیگر زخمی شدند. در سال ۱۳۸۵ مجلس شورای اسلامی در مصوبه‌ای همدان را «پایتخت تاریخ و تمدن ایران» اعلام کرد.

## جغرافیا

### اقلیم
آب و هوای همدان مختلف و اوضاع جوّی منطقه از لحاظ حداقل و حداکثر برودت و باران در فصول سال متغیر است در نقاط کوهستانی سرد است حد متوسط برف سالانه بین ۱۵۵ تا ۲۴۵ میلی‌متر می‌باشد و سرما تا ۳۰ درجه زیر صفر می‌رسد.
میانگین دمای سالانهٔ همدان ۱۱٬۳° ثبت شده است. همچنین گرم‌ترین دمای همدان +۴۰° و سردترین دمای آن -۳۲٬۸° ثبت شده است. میانگین بارش سالانه همدان نیز ۳۱۷٬۷ میلیمتر اندازه‌گیری شده است.
|                  | ژانویه | فوریه | مارس | آوریل | مه   | ژوئن | ژوئیه | اوت  | سپتامبر | اکتبر | نوامبر | دسامبر |   |       |
| دمای بیشینه (°C) | ۲٫۹    | ۵٫۱   | ۱۱٫۰ | ۱۸٫۳  | ۲۳٫۴ | ۳۰٫۱ | ۳۴٫۲  | ۳۴٫۱ | ۲۹٫۴    | ۲۱٫۵  | ۱۳٫۳   | ۶٫۳    | Ø | ۱۹٫۱  |
| دمای کمینه (°C)  | -۸٫۰   | -۶٫۴  | -۱٫۳ | ۴٫۴   | ۷٫۳  | ۱۰٫۳ | ۱۳٫۹  | ۱۲٫۷ | ۷٫۵     | ۳٫۷   | -۰٫۵   | -۴٫۴   | Ø | ۳٫۳   |
|                  |        |       |      |       |      |      |       |      |         |       |        |        |   |       |
| بارش (mm)        | ۳۶٫۹   | ۴۱٫۵  | ۵۵٫۲ | ۴۲٫۰  | ۲۵٫۸ | ۲٫۷  | ۱٫۹   | ۲٫۳  | ۰٫۵     | ۲۶٫۳  | ۳۴٫۷   | ۴۶٫۸   | Σ | ۳۱۶٫۶ |
|                  |        |       |      |       |      |      |       |      |         |       |        |        |   |       |
| روزهای بارانی    | ۱۰٫۰   | ۹٫۸   | ۱۱٫۷ | ۹٫۷   | ۷٫۴  | ۱٫۶  | ۰٫۶   | ۰٫۷  | ۰٫۶     | ۵٫۳   | ۷٫۲    | ۹٫۴    | Σ | ۷۴    |

| -۸٫۰ |

| -۶٫۴ |

| -۱٫۳ |

| ۴٫۴ |

| ۷٫۳ |

| ۱۰٫۳ |

| ۱۳٫۹ |

| ۱۲٫۷ |

| ۷٫۵ |

| ۳٫۷ |

| -۰٫۵ |

| -۴٫۴ |

| -۸٫۰ |

| -۶٫۴ |

| -۱٫۳ |

| ۴٫۴ |

| ۷٫۳ |

| ۱۰٫۳ |

| ۱۳٫۹ |

| ۱۲٫۷ |

| ۷٫۵ |

| ۳٫۷ |

| -۰٫۵ |

| -۴٫۴ |

| بارش | ۳۶٫۹   | ۴۱٫۵  | ۵۵٫۲ | ۴۲٫۰  | ۲۵٫۸ | ۲٫۷  | ۱٫۹   | ۲٫۳ | ۰٫۵     | ۲۶٫۳  | ۳۴٫۷   | ۴۶٫۸   |
|      | ژانویه | فوریه | مارس | آوریل | مه   | ژوئن | ژوئیه | اوت | سپتامبر | اکتبر | نوامبر | دسامبر |

### کوه‌های اطراف

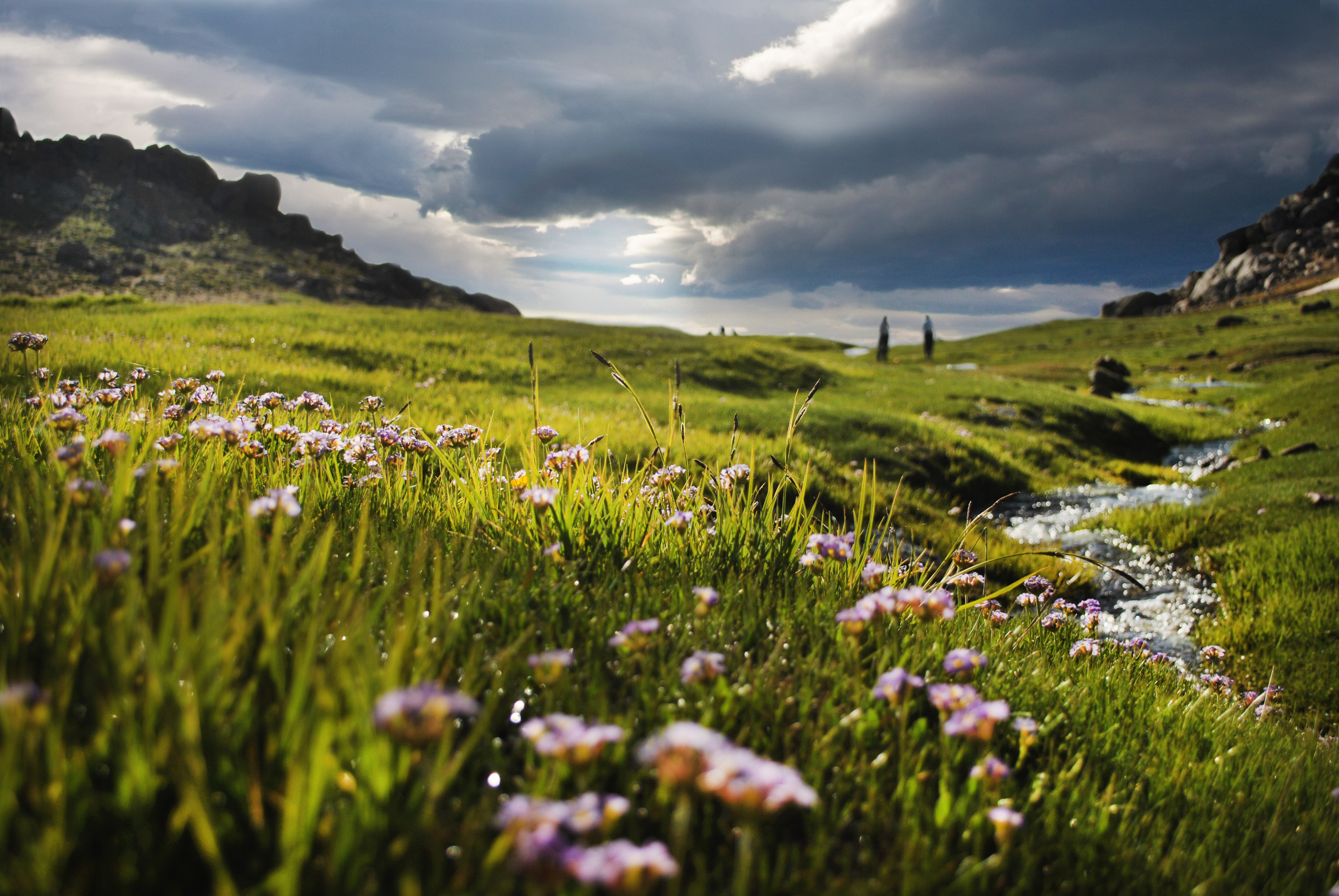
تصویری از میدان میشان در الوند

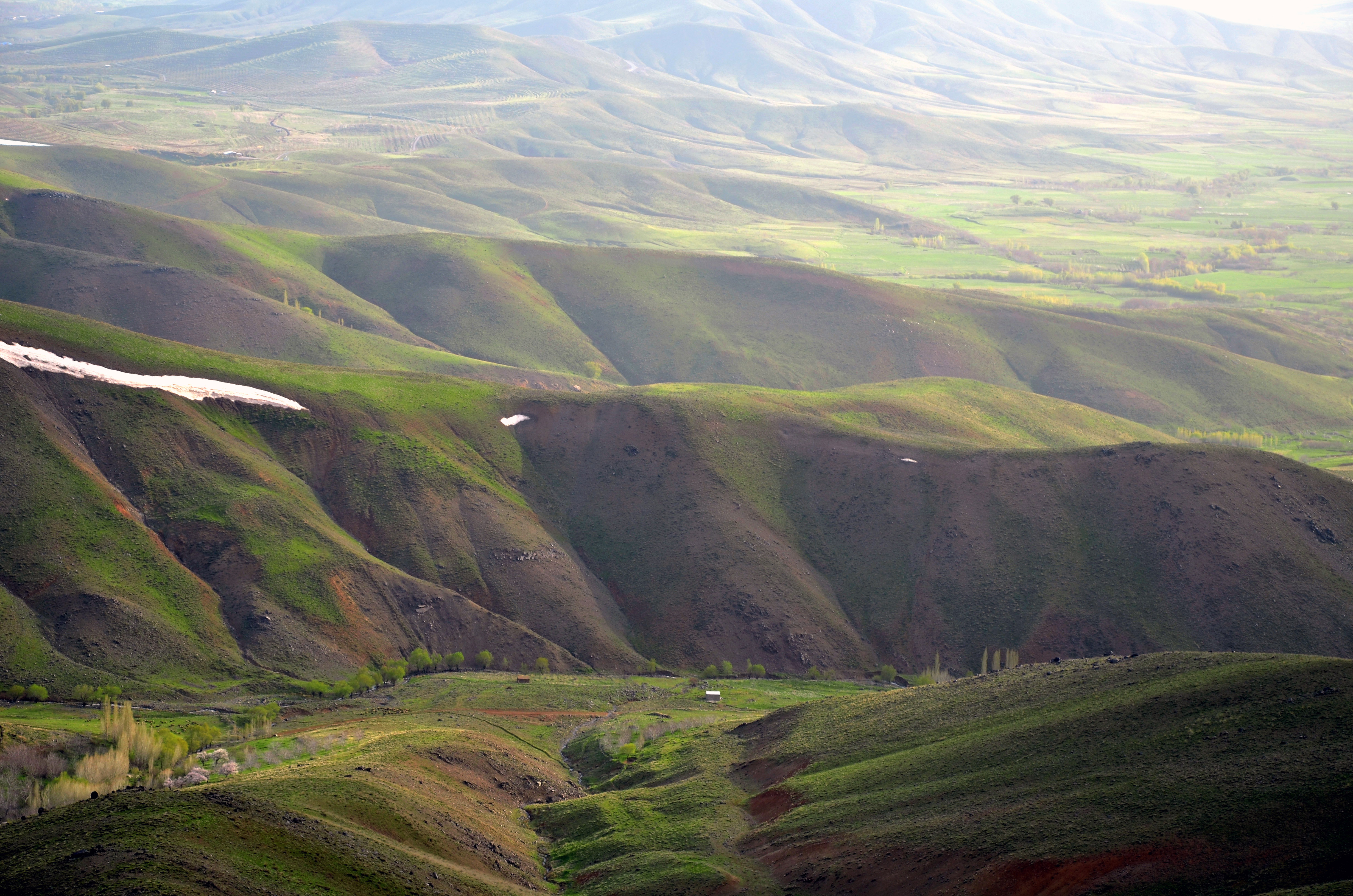
دامنه‌های الوند

شهر همدان در دره‌ها و دامنه‌های شمالی کوهستان الوند واقع شده است. مرتفع‌ترین قلهٔ این کوهستان، قلهٔ کوه الوند با ارتفاع ۳۵۷۴ متر از سطح دریاست که این قله بین تویسرکان و همدان و در ۱۸ کیلومتری شهر همدان واقع شده است.
در شرق همدان کوه وفس و در شمال شرقی همدان سلسله جبال خرقان که خط الراس آن حد طبیعی بین همدان و قزوین است، قرار گرفته است.

#### رودها
رودهای الوسجرد، دره‌مرادبیک و عباس‌آباد مهم‌ترین رودهای شهر همدان هستند.

#### سدها و آب‌بندها
آب شرب شهر همدان توسط دو سد زیر تأمین می‌شود:
- سد اکباتان در ۱۰ کیلومتری جادهٔ همدان به ملایر و بر روی رود آبشینه در نزدیکی تفریجان که منطقه‌ای ییلاقی می‌باشد، قرار گرفته است.
- سد آبشینه در جادهٔ همدان به ملایر بر روی رود آبشینه قرار دارد.[۶۵]

## نمای شهر
شهر همدان بر روش طراحی شهرهای دایره‌ای یا متحدالمرکز استوار است که در اصطلاح جغرافیا به این‌گونه شهرها سبک باروک گفته می‌شود. میدان مرکزی همدان در حکم همان نقطهٔ مرکزی دایره است. بنای این میدان در سال ۱۳۰۷ خورشیدی آغاز و از اوایل ۱۳۱۱ مورد بهره‌برداری قرار گرفته است. شعاع میدان مرکزی همدان ۸۰ متر است. در فاصله‌های دورتر از محیط این میدان بلوارها و خیابان‌ها با شعاع بزرگتر قرار دارند که  درحال حاضر به علت توسعهٔ شهر در برخی از جهت‌های شهر تا دایرهٔ سوم هم رسیده است. به این دایره‌ها در اصطلاح خیابان‌های کمربندی گفته می‌شود. ۶ خیابان اصلی شهر به نام‌های باباطاهر، اکباتان، شهدا، تختی، بوعلی و شریعتی، به میدان مرکزی همدان وصل شده‌اند. عرض این خیابان‌ها ۳۰ متر است و با فاصلهٔ ۶۰ متر و زاویهٔ ۶۰ درجه‌ای به شش جانب شهر منشعب می‌شوند. شهرداری همدان در میدان آرامگاه بوعلی قرار دارد.

### بافت قدیمی شهر

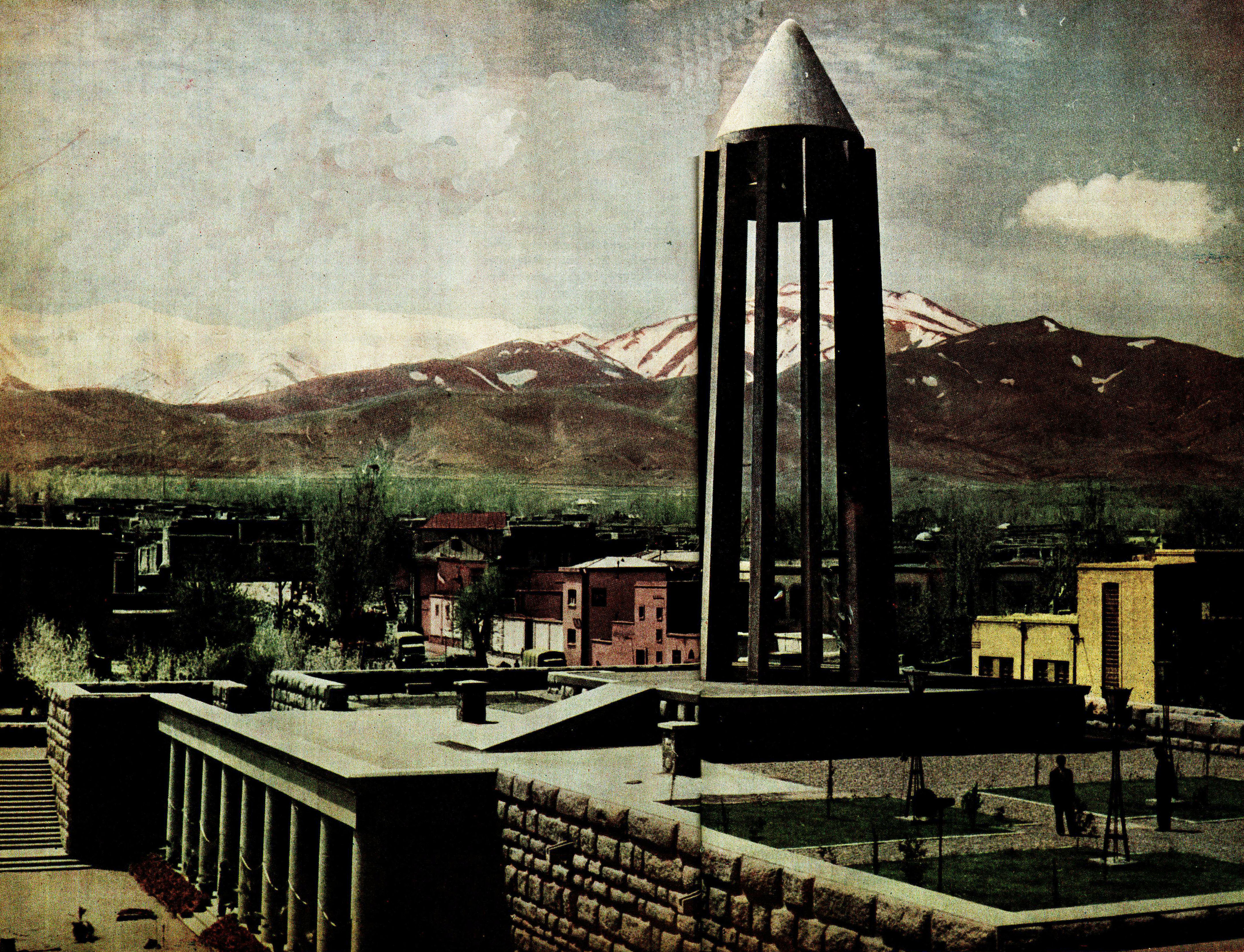
عکسی قدیمی از آرامگاه بوعلی‌سینا در دههٔ ۱۳۴۰ شمسی

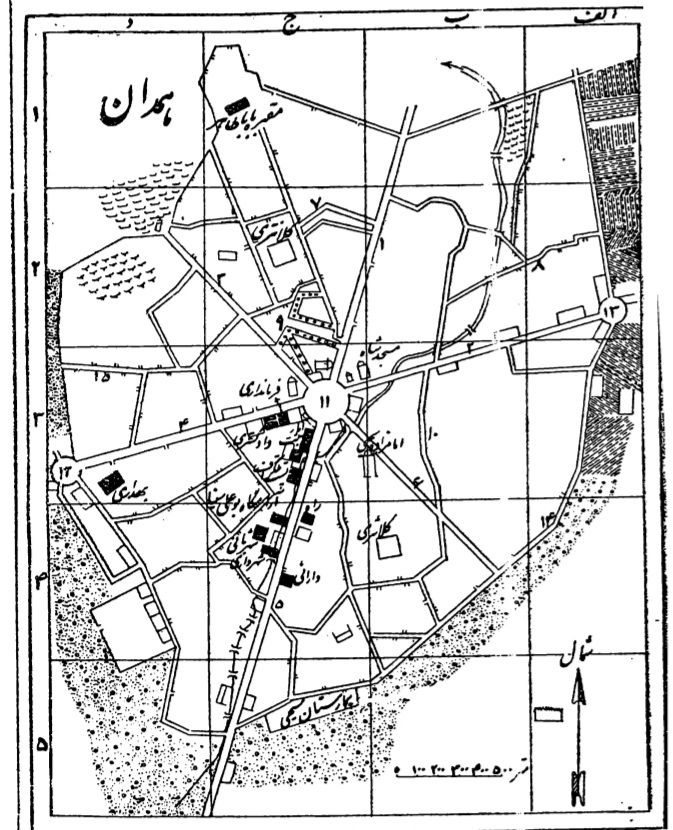
نقشه شهر همدان در کتاب فرهنگ جغرافیایی ایران در سال ۱۳۳۰

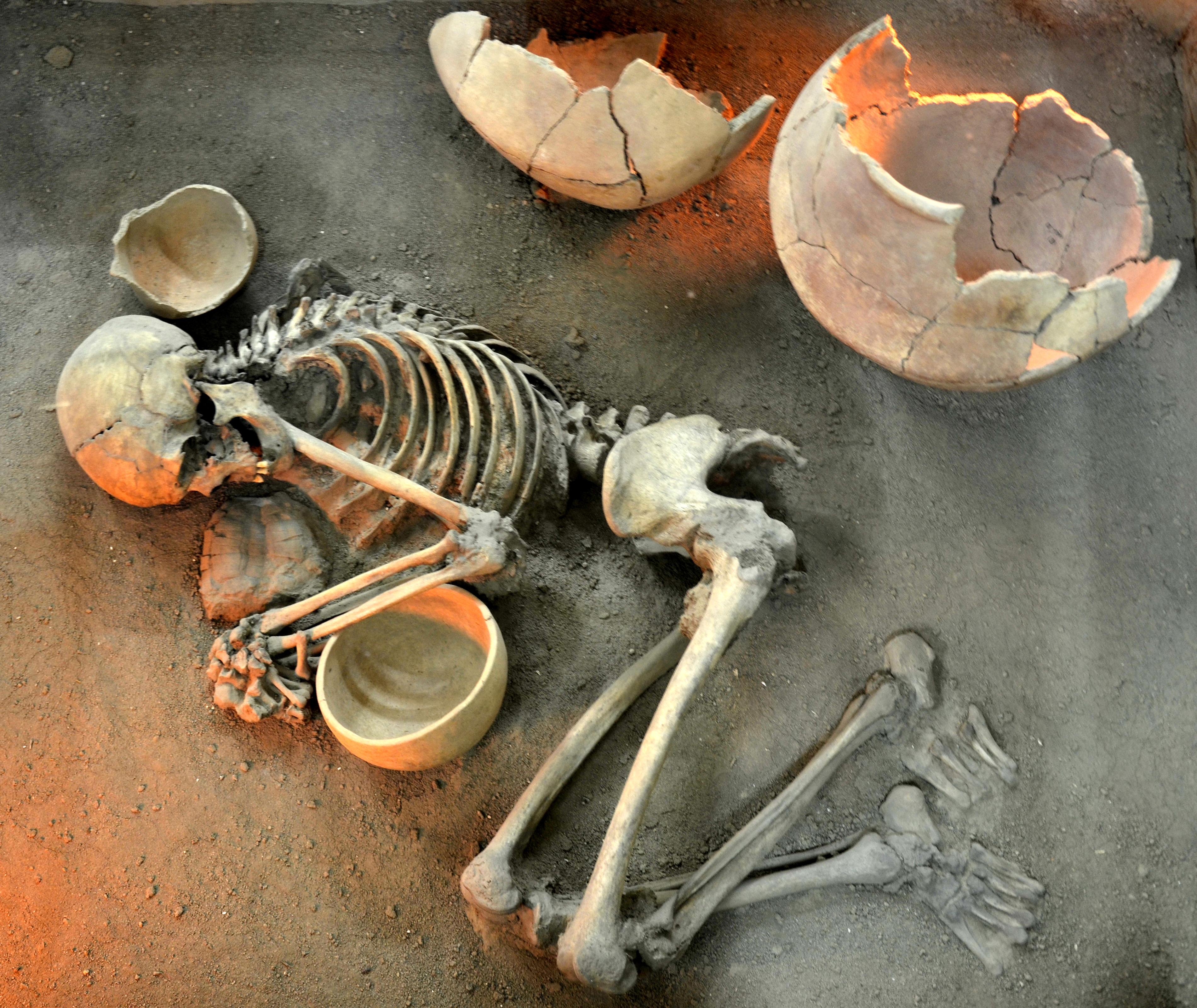
هگمتانه

قرار گرفتن شهر همدان بر گذرگاه ایل‌ها و عشایر و تهاجم‌های تاریخی و قتل و ایلغار اقوام داخلی و خارجی، بافت ویژه‌ای را به این شهر تحمیل کرده‌بود. در گذشته شهر همدان به چندین محله تقسیم می‌شد که برخی از این محلات دروازه داشتند و در ساعات معینی از شب دروازه‌ها بسته می‌شدند. کوچه‌های محل از محوطه‌ای که وسیع‌تر بود و چمن نامیده می‌شد، جدا می‌شدند و با پیچ و خم‌های فراوان که تنها افراد هم‌محل به خوبی آن را می‌شناختند و گاه از گذرگاه‌های مسقف و تاریک می‌گذشتند، تشکیل می‌شد. در خانه‌ها نیز کوتاه و سرگیر ساخته می‌شد. هر محله برای اعضای خود یک گروه بسته یا نوعی گروه خودی بود، و ساکنان محلات دیگر برای آنان گروه بیگانه به‌شمار می‌آمدند. بین محله‌های مختلف شهر همدان تفاوت در آداب و رسوم و حتی در لهجه و اصطلاحات وجود داشت. کوچه‌های محلهٔ یهودیان از نظر امنیتی باریک‌تر و پرپیچ و خم‌تر از سایر کوچه‌ها بود، و خانه‌ها اغلب با دریچه‌ای به خانهٔ هم‌کیش راه داشت و راه‌های مخفی برای فرار از حمله در آن پیش‌بینی شده‌بود.
از دوران صفویه شهر همدان نیز دارای محله‌های حیدری نعمتی بود و تا سال‌ها بعد از استقرار مشروطیت نیز هنگام مراسم عزاداری که دسته‌های سینه‌زنی از جامع شهر عبور می‌کردند، بر سر تقدم ورود یا خروج از مسجد و درگذرگاه‌ها بین دسته‌های حیدری و نعمتی به بهانه‌های گوناگون زد و خوردهای خونین رخ می‌داد.
ویلیامز جکسن مستشرق و زبانشناس آمریکایی که در سال ۱۲۸۱ شمسی از همدان دیدار کرده است، در کتاب سفرنامهٔ جکسن می‌نویسد، شهر همدان از نظر امور اداری به چهار ناحیه و محله تقسیم می‌شود و هر یک کدخدایی جداگانه دارد. این کدخدا در برابر حاکم شهر مسئول است و شغل او تقریباً موروثی‌است.
وجود محله‌ها با نام‌های شال‌بافان، قاشق‌تراشان، قصابان، صابونی‌ها و سبدباف‌ها، دال بر حرفه و فنی‌است که یا در خود محله صورت می‌گرفت یا ساکنان آن از این صنف و رسته تشکیل می‌شده‌اند. محلهٔ یهودی‌ها، ارامنه و آشوری‌ها بیانگر سکونت اقلیت‌های مذهبی بود. محلات آقاجانی‌بیگ، نظربیگ و در حومهٔ جنوبی شهر، دره مرادبیگ با پسوند بیگ آمده است. بیگ از القاب ترکی و به معنای مِهتر و بزرگ، لقب یا عنوان کلی نجبا و بزرگان ترک است و احتمال می‌رود این نام‌ها، از نام بیگ‌های صاحب نفوذ ساکن در این محله‌ها گرفته شده باشند.
| نام محل      | علت نامگذاری | مکان کنونی                        |
| ------------ | --- | --------------------------------- |
| قاشق‌تراشان   | در گذشته‌های دور، در خانه‌ها و دکان‌های آن کوچه قاشق، چمچمه و ملاقهٔ چوبی می‌ساختند.                                    | کمربندی خواجه رشید                |
| جولان        | محله‌ای که جولاها (بافندگان) در آنجا مقیم بوده، و در اغلب خانه‌هایشان کارگاه‌های بافندگی سنتی وجود داشت.              | انتهای خیابان شهدا                |
| کوچهٔ صابونیا | در بسیاری از خانه‌های آن صابون‌پزخانه وجود داشته و صابون‌های پخته‌شده را در پشت‌بام‌ها خشک کرده و به بازار عرضه می‌کردند. | حوالی میدان آرامگاه بوعلی، کولانج |
| حکیم‌خانه     | بیشتر پزشکان تجربی و سنتی در آن حول و حوش مطب داشتند.                                                              | وسط خیابان کنونی باباطاهر         |
| چَپَرخانه      | چاپارها در آن مستقر بودند.                                                                                         | انتهای خیابان شهدا                |
| کوچهٔ جودا    | بیشتر ساکنان آن یهودی بودند و مدرسهٔ آنان به نام مدرسه آلیانس همدان نیز در این کوچه قرار داشت.                      | کمربندی خواجه رشید                |

### پارک‌ها
یکی از پارک‌های زیبا و دیدنی شهر به ویژه مناسب برای میهمانان تابستانی همدان گردشگاه استخر عباس‌آباد است که در بالای تپه‌ای به نام تپهٔ عباس‌آباد واقع شده است. زمین‌های ویژهٔ اسکیت‌بازی، بازی‌ها، و سرگرمی‌های کودکان  ازجمله شهربازی وجود سینمای تابستانی و نمایش فیلم در فضای آزاد ساختمان نمازخانه‌ای باشکوه و وجود آب‌نمایی در ارتفاعی در حدود ۶۰ متر و به طول ۲۰۰ متر از دیگر منظرگاه‌های موجود در این گردشگاه است.
از دیگر پارک‌های شهر می‌توان از پارک ارم، بوستان تپه حاج عنایت، شیرسنگی، پارک مردم همدان، باباطاهر و پارک کودک نام برد.

### بیمارستان و مراکز درمانی

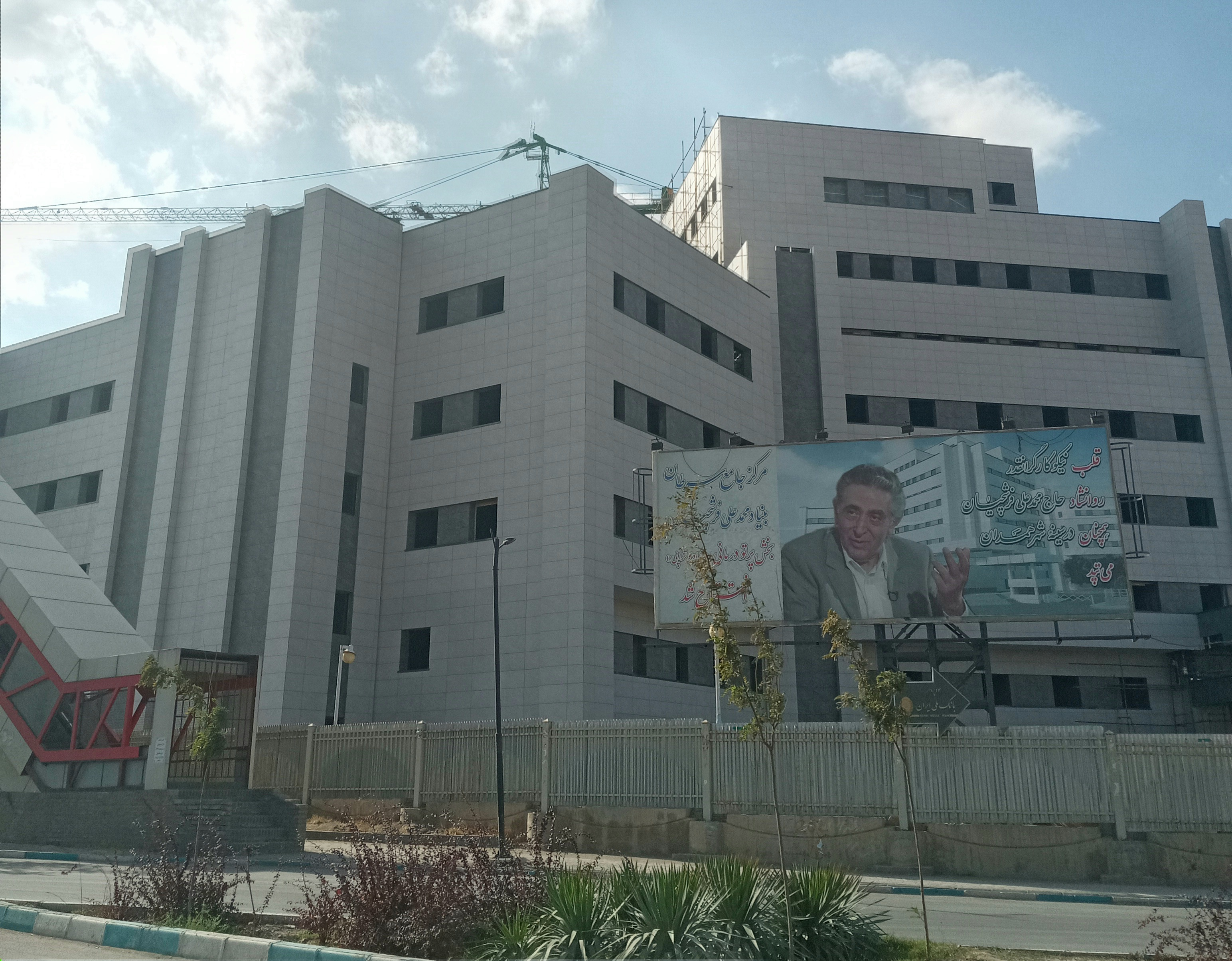
بیمارستان فرشچیان

بیمارستان شهید بهشتی (دانشگاهی)، بیمارستان اکباتان (دانشگاهی)، بیمارستان فاطمیه (دانشگاهی)، بیمارستان فرشچیان (سینا)(دانشگاهی)، بیمارستان بعثت (دانشگاهی)، آتیه همدان و بیمارستان بوعلی (خصوصی) بیمارستان فوق تخصصی قلب و عروق فرشچیان مراکز درمانی و بیمارستان‌های شهر همدان هستند.

## نیروگاه برق
نیروگاه شهید مفتح تأمین‌کنندهٔ برق مورد استفادهٔ مردم همدان است. این نیروگاه در دشت فامنین در کیلومتر ۴۵ جادهٔ همدان–تهران قرار دارد و دارای چهار واحد ۲۵۰ مگاواتی می‌باشد. انرژی تولیدی نیروگاه از طریق ایستگاه برق ۲۳۰ و ۴۰۰ کیلوولت نیروگاه به شبکه سراسری انتقال داده می‌شود که از طریق ایستگاه‌های برق موجود در همدان، اراک، سنندج و زنجان مورد استفاده مردم قرار می‌گیرد.

## اقتصاد

### صنعت
در سال ۱۳۶۴ خورشیدی شرکت شهرک‌های صنعتی استان همدان تأسیس گردید و  درحال حاضر این استان دارای ۱۷ شهرک صنعتی می‌باشد که از این میان، شهرک صنعتی بوعلی (کیلومتر ۱۲ همدان- تهران)، شهرک صنعتی باغ بهشت (ابتدای جاده ملایر)، ناحیه صنعتی قهاوند (کیلومتر ۵ محور قهاوند–جاده ملایر)، ناحیه صنعتی گنبد (کیلومتر ۲۵ جاده همدان–ملایر) در حوزهٔ شهرستان همدان قرار دارند.
به غیر از شهرک‌های صنعتی قطعه‌سازی سینا، صنایع موکت همدان، کارخانه کیک و شکلات کیوان و کارخانه شیشه همدان نیز به عنوان واحدهای صنعتی شاخص همدان فعالیت دارند.

## ترابری

### فرودگاه همدان
فرودگاه همدان در ۵ کیلومتری شهر همدان قرار دارد. در نیمهٔ نخست سال ۱۳۹۰ شمسی ۱۴ پرواز در هفته از طریق فرودگاه همدان به شهرهای تهران، مشهد، کیش و سوریه انجام می‌شده است.
عملیات اجرایی بهسازی سطوح پروازی فرودگاه همدان از مهر ماه سال ۱۳۹۰ آغاز شده است. هدف از اجرای طرح‌های فرودگاه همدان آماده‌سازی این فرودگاه برای، افزایش پروازهای همدان–تهران به روزانه حداقل دو پرواز و همچنین برقراری پروازهای اهواز، بندرعباس، شیراز، تبریز و همچنین روزانه شدن پروازهای مشهد اعلام شده است. همچنین افزایش پروازهای مسیر همدان–کیش فعال شدن حداقل سه شرکت هواپیمایی هما، ماهان و آسمان را از دیگر اهداف اجرای این طرح‌ها شمرده شده است.
پرواز حجاج ایرانی از ۹ دی سال ۱۳۹۲ شمسی از فرودگاه همدان آغاز شد. عملیات عمرانی این فرودگاه تا پایان سال ۱۳۹۳ نیز ادامه داشت. دو سال  به‌دلیل اجرای عملیات عمرانی تطویل باند فرودگاه، ساخت برج مراقبت و ترمینال فرودگاه تعطیل بوده است اما از ابتدای ۱۳۹۲ پرواز همدان به مشهد و تهران  درحال انجام است.

### بزرگراه‌ها و آزادراه‌ها
راه‌های زیر راه‌های اصلی میان‌شهری شهر همدان هستند:
- بزرگراه تهران–کرمانشاه–خسروی که همدان در کیلومتر ۳۷۵ این مسیر از سوی تهران قرار دارد.
- راه اصلی تهران–سنندج که همدان در ۳۴۳ کیلومتری این مسیر قرار دارد.
- راه اصلی تهران–کرمانشاه–ایلام که همدان در همین مسیر قرار گرفته است.
- راه اصلی سنندج–همدان به طول ۱۸۲ کیلومتر.
- راه اصلی ارومیه - کردستان - اراک - اصفهان که همدان در همین مسیر قرار گرفته است.
- بزرگراه همدان–ملایر به طول ۷۵ کیلومتر.[۸۳]

#### راه‌های تهران به همدان
همدان در ۳۶۰ کیلومتری جنوب‌غربی تهران قرار دارد. سه مسیر جاده‌ای تهران به همدان به شرح زیر هستند.
- مسیر اصلی جاده اصلی تهران–همدان که از قزوین می‌گذرد و درازای ۳۴۱ کیلومتر است که ۲۰۰ کیلومتر از آن آزادراه و بزرگ‌راه است. این جاده از گردنه آوج عبور می‌کند.
- مسیر آزادراه ساوه به همدان که حدود ۵۰ کیلومتر از مسیر اصلی، کوتاه‌تر است، این جاده دوبانده و تخت است.
- جاده‌ای که از بوئین زهرا می‌گذرد.[۸۴]

### راه‌آهن
پروژهٔ ساخت خط آهن تهران - همدان - سنندج از سال ۸۴ آغاز شد که طول این خط آهن از تهران به همدان ۲۶۷ کیلومتر و از همدان تا سنندج ۱۵۱ کیلومتر است. خط راه‌آهن تهران - همدان در تاریخ ۱۶ اردیبهشت ۱۳۹۶ با حضور حسن روحانی به بهره‌برداری رسید.
ایستگاه راه‌آهن همدان در فاصله ۱۲ کیلومتری مرکز شهر همدان و نزدیک روستای رباط شورین قرار گرفته است و همزمان با خط راه‌آهن تهران - همدان در اردیبهشت ۱۳۹۶ افتتاح شد.  به‌دلیل فاصله زیاد ایستگاه از شهر همدان مقرر شد ایستگاه مسافربری داخل شهر ساخته شده و این ایستگاه به ایستگاه باری تبدیل شود.

### پایانه‌های مسافربری همدان

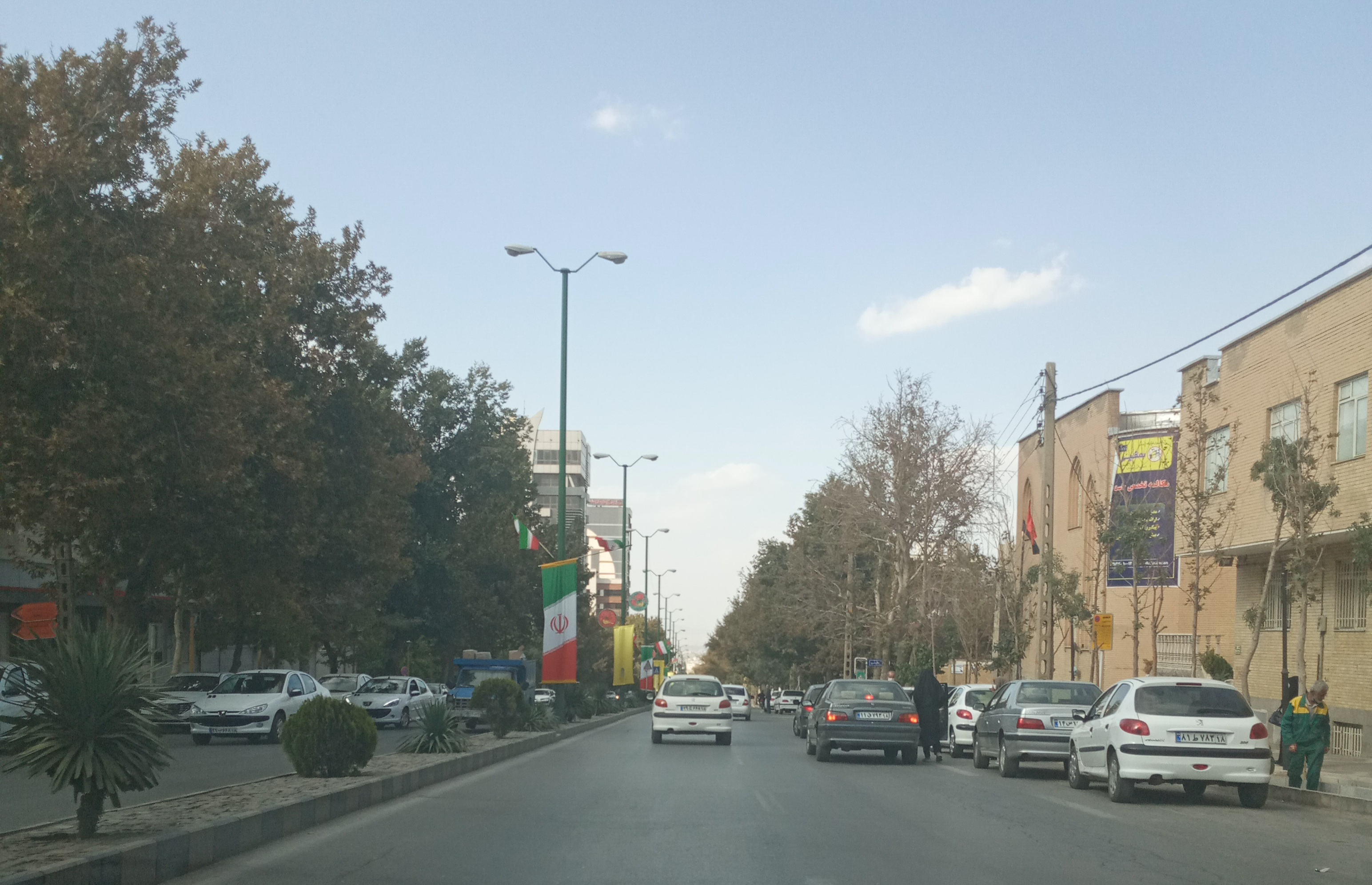
پایانه بزرگ همدان

همدان دارای سه پایانهٔ مسافربری است:
پایانهٔ بزرگ همدان در میدان عاشورا واقع شده، این پایانه دارای مساحتی معادل ۲۴۰۰۰۰ مترمربع است. سرویس‌دهی این پایانه به تمام نقاط کشور (درون استانی و برون استانی) است.
پایانهٔ اکباتان یا ترمینال اکباتان در خیابان اکباتان واقع شده که دارای مساحتی معادل ۱۵۱۷۰ مترمربع می‌باشد. سرویس‌دهی این پایانه برون استانی بوده و روزانه ۳۰۰۰–۲۵۰۰ نفر مسافر از این پایانه جابه‌جا می‌شوند.
پایانهٔ سفیدآبی در بلوار بدیع‌الزمان همدانی واقع شده و دارای مساحتی معادل ۱۴۸۳۹ مترمربع است. سرویس‌دهی این پایانهٔ درون‌استانی بوده و روزانه ۸۰۰۰–۱۰٬۰۰۰ نفر مسافر از این پایانه جابه‌جا می‌شوند.

## مردم

### گویش و زبان
گویش اکثریت مردم شهر همدان، فارسی با لهجه همدانی است. در همدان اقلیتی از مردم ترک‌زبان نیز سکونت دارند. بر پایه یک پژوهش گویش کنونی همدان ربطی به زبان قدیمی شهر همدان ندارد از آن رو که گویش کنونی گویشی از فارسی است و زبان قدیمی همدان زبانی مستقل از فارسی و از شاخه شمال غربی زبان‌های ایرانی بوده است و احتمالاً کلیمیان همدان این زبان را در طول زمان ادامه داده و حفظ کرده‌اند.
همدان و توابع آن، از دیرباز دارای فرهنگ ریشه‌دار و غنی بوده است که قدمت برخی از عناصر آن به تحقیق برابر با تاریخ سه هزار سالهٔ شهر است. از عناصری که در طول تاریخ وارد گویش و فرهنگ عامیانهٔ همدان شده می‌توان از این عناصر نام برد:
- پس از حملهٔ اعراب مقداری واژه‌های عربی و از سده پنجم و ششم که آغاز چیرگی ترکان بر ولایات ایران است، به ویژه در دوران سلجوقیان که همدان نزدیک به یک سده یکی از دو پایتخت این دودمان ترک‌زبان به‌شمار می‌آمد، از زبان ترکی عناصر بسیاری وارد گویش شهری و روستایی همدان شده است.[۸۶]
- شهر همدان همواره یکی از مراکز عمدهٔ استقرار یهودیان در ایران قلمداد می‌شده است.[۹۲]چنان‌که مشهور است، این قوم در نگهداری آداب و سنن خود کوشش بسیاری داشته‌اند و ظاهراً در مورد نگهداری زبان محلی‌ای که از دیرباز به آن خو کرده بودند نیز این کوشش اعمال می‌شده است. ذکر این نکته لازم است که به غیر از دوران معاصر، عمدهٔ جریان‌های اقتصادی و معاملات تجاری و دادوستد با عوام و خواص توسط آنان صورت می‌گرفته است. با توجه به این عوامل، به عقیدهٔ برخی از محققان وجود و رسوخ عنصر یهودی در گویش و لهجهٔ همدان دیده می‌شود.

عامل پایدار ماندن زبان و آداب و رسوم کهن در بین مردم شهر همدان به عوامل زیر نسبت داده می‌شود:
1. تقسیم شدن شهر به چندین محلهٔ جداگانه که هر یک از محله‌ها یک کدخدانشین مستقل به‌شمار می‌آمده است.
2. حفظ و مراقبت اهالی هر محله از آداب و رسوم و زبان خود. از اینروست که در همدان چند گویش مخصوص فرعی مانند حصاری، جولانی، ورمزیاری وجود داشته است.
3. نداشتن ارتباط یا کم‌ارتباط بودن اهالی محله‌های شهری با روستاییان و ترک‌زبانان و اشتغال آنان به باغداری، مانند درودآبادی‌ها.[۸۶]

### جمعیت
بر پایه سرشماری عمومی نفوس و مسکن در سال ۱۳۹۵ جمعیت آن ۵۵۴٬۴۰۶ نفر (۱۷۴٬۷۳۱ خانوار) بوده است.
این شهر از لحاظ جمعیت چهاردهمین شهر پرجمعیت ایران به‌شمار می‌آید و در مرداد سال ۱۳۸۸ به عنوان یکی از کلان‌شهرهای ایران معرفی شد.
جمعیت شهر همدان در سرشماری‌ها از سال ۱۳۳۵ به بعد به صورت زیر بوده است.
| سال سرشماری | جمعیت   | رتبه در کشور | رشد جمعیت |
| ----------- | ------- | ------------ | --------- |
| ۱۳۳۵        | ۹۹٬۹۰۹  | ۹            | —         |
| ۱۳۴۵        | ۱۲۴٬۱۷۶ | ۱۰           | —         |
| ۱۳۵۵        | ۱۶۵٬۷۸۴ | ۱۰           | —         |
| ۱۳۶۵        | ۲۷۶٬۲۷۴ | ۱۴           | ۳۱۴٫۲٪+   |
| ۱۳۷۰        | ۳۴۹٬۶۵۳ | ۱۲           | ۲۸٫۳٪+    |
| ۱۳۷۵        | ۴۰۱٬۲۸۱ | ۱۳           | ۱۴٫۸٪+    |
| ۱۳۸۵        | ۴۷۳٬۱۴۹ | ۱۴           | ۱۷٫۹٪+    |
| ۱۳۹۰        | ۵۲۵٬۷۹۴ | ۱۵           | ۱۱٫۱٪+    |
| ۱۳۹۵        | ۵۷۷٬۴۵۸ | ۱۳           | ۵٫۴٪+     |

### مذهب

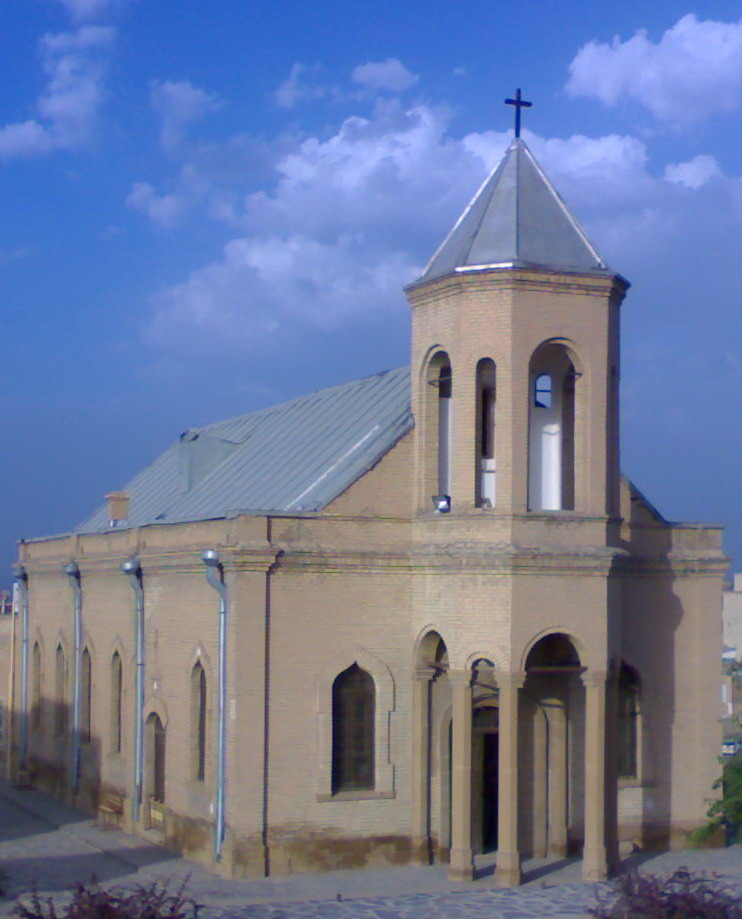
کلیسای حضرت مریم

بیشتر ساکنان همدان مسلمان و پیرو مذهب شیعهٔ دوازده‌امامی هستند. اقلیت‌های مذهبی نیز به تعداد بسیار اندکی در این شهر ساکن هستند.

#### مسیحیان همدان

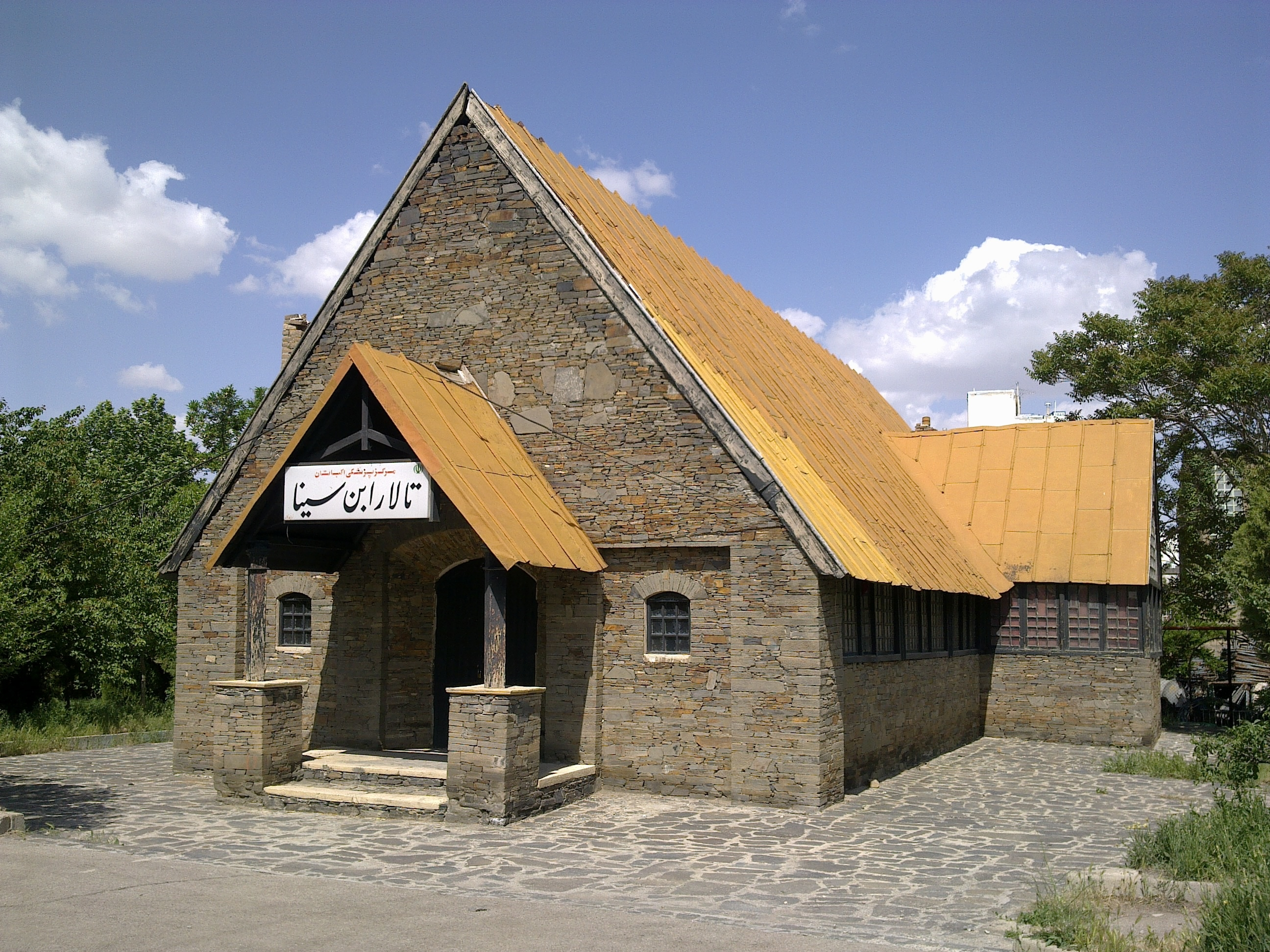
کلیسای آنجلی

گروه‌های ارمنی در چند نوبت وارد شهر همدان شدند؛ به خصوص در دورهٔ صفویه ورود ارمنیان بیشتر از هر زمانی دیگر در تاریخ به چشم می‌خورد. مسیحیان همدان ۵ کلیسا در این شهر ساخته‌اند که  درحال حاضر باقی هستند، از این میان سه باب از آن‌ها به نام‌های کلیسای آنجلی، کلیسای حضرت مریم و کلیسای گریگوری استپان در ردیف آثار باستانی و دیدنی شهر قرار دارند.  درحال حاضر تعداد مسیحیان همدان بسیار کم شده است و بیش از چند خانوادهٔ انگشت‌شمار از آنان در شهر باقی نمانده‌اند.

#### یهودیان همدان
شهر همدان به علت موقعیت مکانی و جغرافیایی خود همیشه میزبان اقوام مختلف بوده است. یهودیان از سال ۷۲۲ پیش از میلاد هنگامیکه اورشلیم به دست بخت النصر گشوده گردید. چند تن از انبیاء اسرائیلی وارد ایران به‌ویژه همدان شدند و این قوم از آن زمان به بعد در این شهر ماندگار گردیدند. یهودیان همدان به‌خاطر تراکم جمعیت دارای مدارس مذهبی، کنیسه‌ها و راسته‌ای به نام خود در بازار شهر بودند.
طی گذشت زمان علی‌رغم بعضی از مهاجرت‌های یهودیان از شهرها و استان‌های مجاور به داخل شهر همدان، تعداد یهودیان این شهر، همواره رو به کاهش گذاشته است. با کاهش جمعیت یهودیان تنها یکی از محل‌های عبادت آنان به نام آرامگاه استر و مردخای در همدان برجای مانده است که  ازجمله مکان‌های تاریخی این شهر به‌شمار می‌رود و سالیانه صدها جهانگرد از آن دیدن می‌کنند.

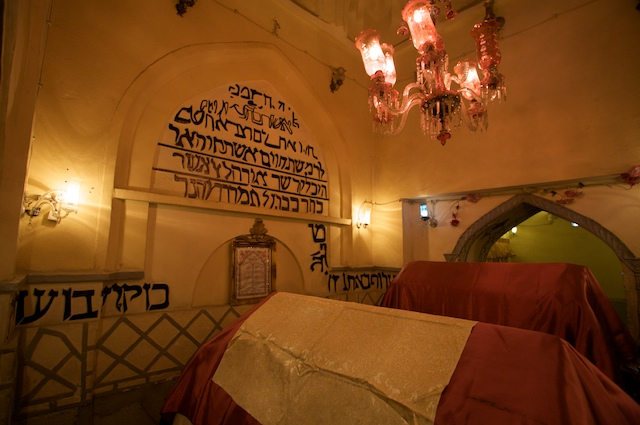
آرامگاه استر و مردخای

هنری بایندر سیاح فرانسوی که در اواخر سده نوزدهم از همدان دیدن کرده است، در سفرنامهٔ خود با عنوان «در کردستان، در بین‌النهرین و پرشیا» که در سال ۱۸۸۷ به چاپ رسیده است، در بازدید از شهر همدان می‌نویسد:
.... در حقیقت شهر همدان که در زمان حکومت صفویه دوباره آبادی یافته، چیزی جز یکی از شهرهای درجهٔ دوم نیست. جمعیت آن در حدود سی هزار نفر است که بیشتر آن‌ها یهودی هستند.
جدول زیر تعداد تغییر جمعیت یهودیان شهر همدان را نشان می‌دهد.
| نویسندهٔ منبع      | زمان              | تعداد یهودیان ساکن همدان |
| ----------------- | ----------------- | ------------------------ |
| بنیامین تودولایی  | اوسط سده ششم هجری | (در صورت صحت) ۵۰٬۰۰۰ نفر |
| لوئیس دبو         | ۱۸۱۸ میلادی       | ۶۰۰ خانوار               |
| بنیامین (دوم)     | ۱۸۵۰ میلادی       | ۵۰۰ خانوار               |
| اقریم نیومارک     | ۱۸۸۵ میلادی       | ۵۰۰ خانوار ۵۰۰۰ نفر      |
| ویلیامز جکسن      | ۱۹۰۳ میلادی       | ۵۰۰۰ نفر                 |
| هایده سهیم        | ۱۳۵۳ هجری شمسی    | ۳۵۰ نفر                  |
| مهرداد نغزگوی کهن | ۱۳۸۷ هجری شمسی    | (به‌طور تقریبی) ۱۰ نفر    |

## سرشناسان

### مشاهیر پیش از اسلام
از مشاهیر پیش از اسلام در همدان، می‌توان ماندانا مادر کوروش بزرگ و دختر آخرین پادشاه ماد، ایشتوویگو را نام برد. ایشتوویگو او را به منظور جلب اتحاد با خاندان فرمانروایی اقوام پارس، به ازدواج کمبوجیهٔ اول، پادشاه انشان درآورده بود. فاتک پدر مانی، بنیان‌گذار آیین مانوی نیز از اهالی همدان است. فاتک از همدان به تیسفون منتقل شد و مانی در شهر تیسفون به دنیا آمد.

### مشاهیر بعد از اسلام
مشاهیر بعد از اسلام این شهر بزرگانی چون باباطاهر از شاعران نامدار سده چهارم هجری، بدیع‌الزمان همدانی نویسندهٔ قدیمی‌ترین کتاب در فن مقامهنویسی، ابوالعلی حسن عطار از بزرگان ادب و از مشاهیر نحو و لغت و حدیث در سده چهارم هجری، عین القضات همدانی از نوابغ سده پنجم هجری دارای آثاری در کلام، حکمت، عرفان و ادب پارسی، ابن صلاح همدانی پزشک و ریاضی‌دان سده پنجم و ششم هجری، خواجه رشیدالدین فضل‌الله از وزرا، دانشمندان و پزشکان صاحب‌نظر سده ششم و هفتم هجری، میر سید علی همدانی از عرفاً و رهروان سیروسلوک سده هفتم هجری و میرزاده عشقی یکی از ستارگان فروزان شعر و نثر نمایشنامه در دوران انقلاب مشروطیت هستند.
بوعلی سینا از نادر دانشمندان و نوابغ روزگار در سال ۳۷۰ قمری در خرمیثین از توابع بخارا به دنیا آمد. او در سال ۴۰۶ هجری قمری در زمانی که همدان پایتخت آل بویه بود، وارد این شهر شد و پس از مدتی شمس‌الدوله دیلمی او را وزیر خود ساخت. بوعلی سینا در زمان اقامت در همدان در مدرسهٔ بزرگ شهر تدریس می‌کرد و در همچنین فرصت این را یافت تا بسیاری از تألیفات خود را به پایان رساند. مدتی نیز مورد بی‌مهری قرار گرفت و سرانجام به سال ۴۲۸ هجری قمری در باغ دوستش در همدان درگذشت. آرامگاه بوعلی‌سینا هم‌اکنون در میدانی به همین نام در همدان قرار دارد. عارف قزوینی نیز سال‌های آخر عمر خود را در درهٔ زیبای مرادبیگ همدان سپری کرد. او در سال ۱۳۱۲ خورشیدی در همدان فوت کرد و آرامگاه او در جوار آرامگاه بوعلی‌سینا قرار دارد. آرامگاه بوعلی‌سینا نماد شهر همدان و همچنین یکی از نمادهای پیشینهٔ ایران در فرهنگ جهان و دانش و علم به‌شمار می‌رود.

### شخصیت‌های دوران معاصر
- شیرین عبادی نخستین و تنها ایرانی برندهٔ جایزه صلح نوبل[۱۱۰]
- امین‌الله رضایی، پدر نقاشی سورئال ایران و شاعر
- یاور همدانی نخستین گردآورنده گویش همدانی و ترانه‌سرای محلی و غزل‌سرا
- عین‌الله محمودی همدانی، پدر صنعت مخابرات ایران و از گسترش دهندگان شبکه ملی تلفن
- هوشنگ ایرانی پدر شعر سورئال فارسی و شعر نو عرفانی ایران
- احسان یارشاطر بنیان‌گذار و سرویراستار دانشنامه ایرانیکا
- ویگن، از پیشروان موسیقی پاپ در ایران
- مصطفی رحماندوست شاعر، نویسنده و مترجم کتاب‌های کودکان و نوجوانان
- پرویز اذکایی پژوهشگر و دارای تألیفات بسیار در مورد کتابشناسی، رجال‌شناسی، تاریخ علم و تاریخ همدان
- پروفسور ساموئل رهبر پژوهشگر پرآوازهٔ ایران در زمینهٔ هموگلوبین، شخصیت‌های دوران معاصر همدان هستند.

باباطاهر
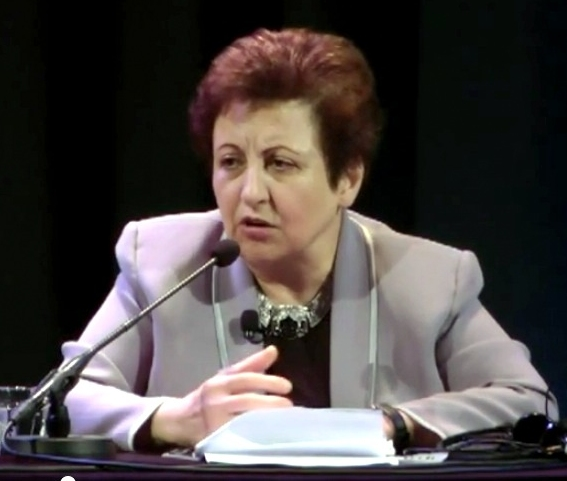
شیرین عبادی
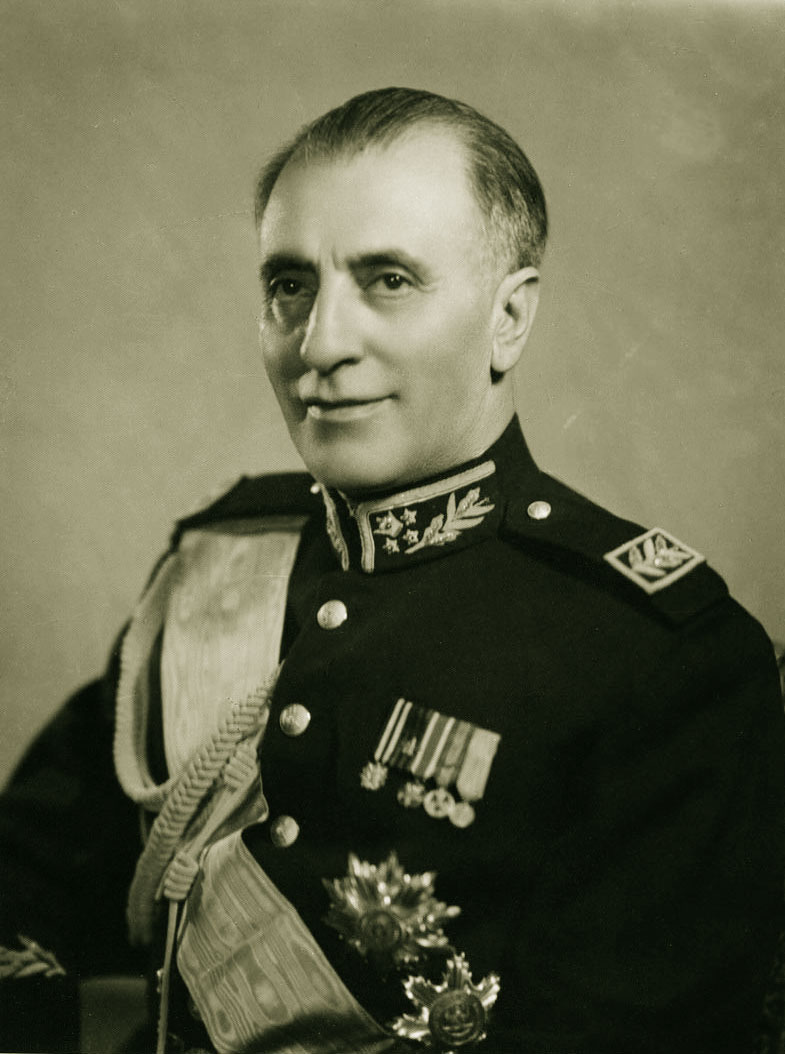
فضل‌الله زاهدی
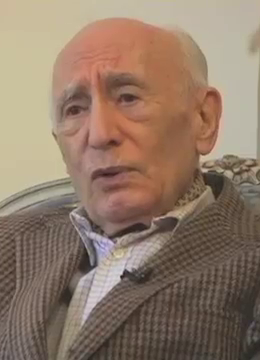
احسان یارشاطر
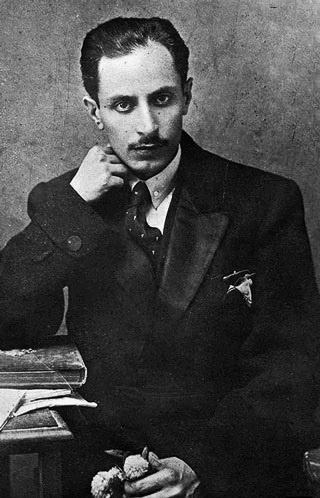
میرزاده عشقی
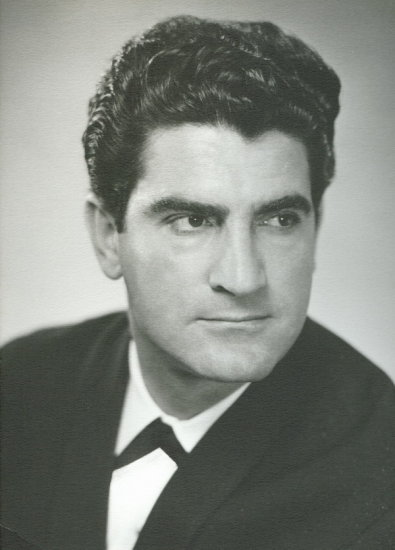
ویگن
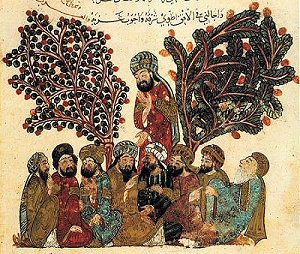
بدیع‌الزمان همدانی
حسین نوری همدانی
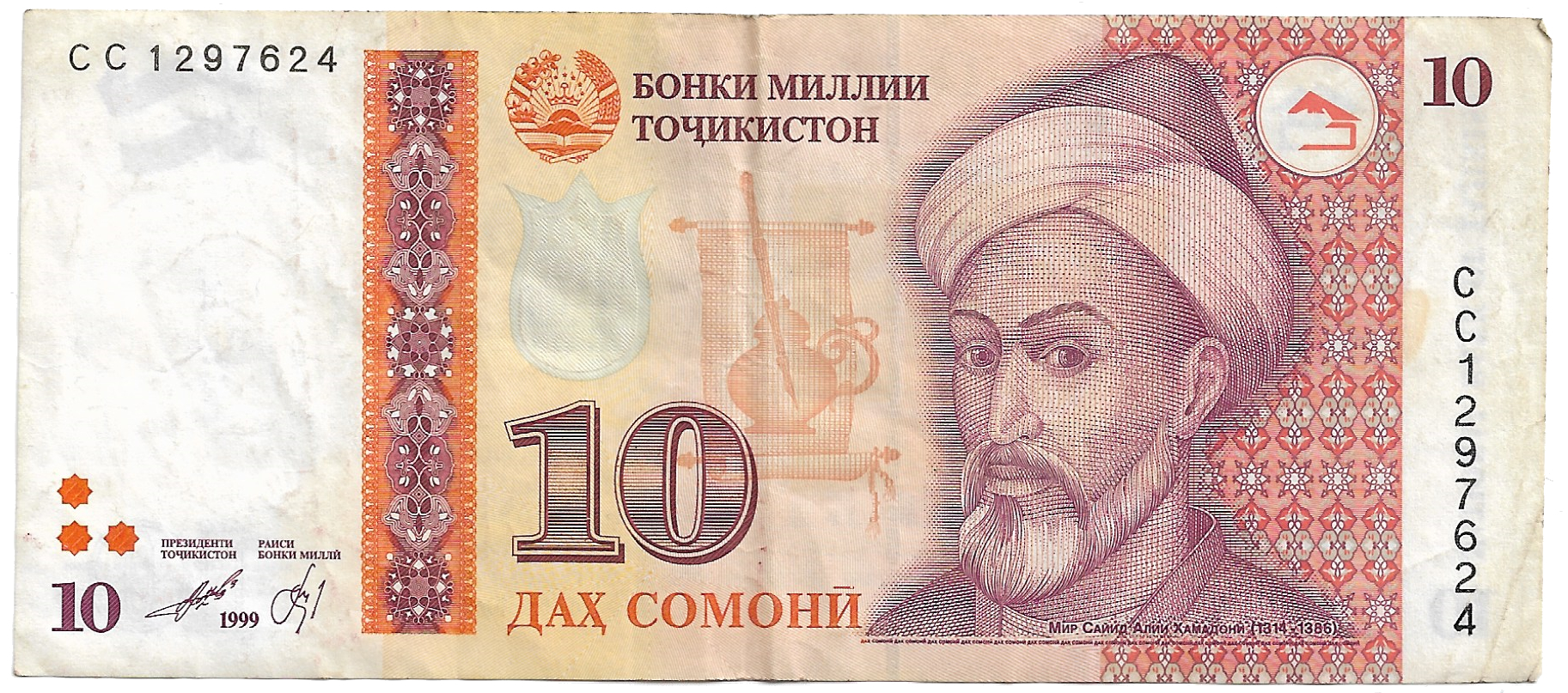
میر سید علی همدانی

## فرهنگ

### مطبوعات
مطبوعات هرچند در شهر همدان نسبت به شهرهای تهران، رشت و تبریز دیرتر پا گرفت اما شور و شوق وعلاقه در میان آزادی‌خواهان و مشروطه‌طلبان همدانی سبب گردید تا این شهر  ازجمله پیشگامان این حرکت فرهنگی و به‌شمار آید.
هم‌زمان با امضای فرمان مشروطیت توسط مظفرالدین‌شاه کار تهیه روزنامه و نشریه نیز در همدان نضج گرفت و گسترش یافت اولین روزنامه در همدان روزنامهٔ عدل مظفر بود که توسط علی ظهیرالدوله (حاکم همدان) در سال ۱۳۲۴ قمری دایر گردید. البته در سال ۱۳۲۵. ق روزنامه اکباتان به جای عدل مظفر با همان مدیریت انتشار یافت.
از روزنامه‌های باارزش شهر همدان در ایام جنگ جهانی اول می‌توان به روزنامه‌های اکباتان دوم (به مدیریت میرزاده عشقی)، اکباتان‌نامه عشقی (به مدیریت میرزاده عشقی)، عصر انقلاب، اتحاد، افسانه، تازه‌ایران و سده بیستم اشاره کرد.

#### نشریات کنونی استان همدان
بالاترین تیراژ چاپ روزنامه در استان همدان متعلق به روزنامه هگمتانه است. از تیر ماه سال ۱۳۹۰ شمسی، نسخه الکترونیکی این روزنامه نیز در اختیار خوانندگان قرار گرفته است.
همچنین در سال ۱۳۹۰ شمسی نشریات همدان پیام، دو هفته‌نامه نشر اندیشه، جام‌جم همدان (هفته‌نامه)، همشهری همدان (روزنامه)، مجله علمی دانشگاه بوعلی سینا (فصلنامه)، فرهنگ همدان (فصلنامه)، پژوهش کشاورزی (فصلنامه)، پژوهش علوم انسانی (فصلنامه)، پژوهش علوم بهداشتی (فصلنامه)، مجله علمی دانشکده پرستاری (فصلنامه)، عمران و معماری (ماهنامه)، مجله علوم پایه (فصلنامه)، صنایع فرآوری غذایی (ماهنامه)، صبح امید (هفته‌نامه)، محراب (هفته‌نامه)، عندلیب (هفته‌نامه)، ندای ابوذر (هفته‌نامه)، آوای الوند (هفته‌نامه)، فردای نهاوند (هفته‌نامه)، سینا (هفته‌نامه، لغو امتیاز شده پس از حوادث سال ۱۳۸۸)، شفق (هفته‌نامه)، سیمای آینده (هفته‌نامه) و رسانهٔ پارسی در شهر همدان انتشار داشتند.

### کتابخانه‌ها
در منابع آمده است که یکی از ادبای شهر همدان در سدهٔ ۲ هجری، به نام ابوالفاء بن سلمة ادیب همدانی کتابخانهٔ نفیسی داشته است. لازم به توجه است که جز مورد ذکر شده، نامی از هیچ‌یک از کتابخانه‌های عمومی و خصوصی ایران، در سدهٔ ۲ هجری برجای نمانده است.
درحال حاضر کتابخانه‌های دانشگاه بوعلی سینا، آرامگاه بوعلی، کتابخانه غرب، میراث فرهنگی، کتابخانه کانون بازنشستگان آموزش و پرورش، کتابخانه کانون پرورش و فکری کودکان و نوجوانان همدان و کتابخانه مرکزی از کتابخانه‌های معتبر شهر همدان به‌شمار می‌روند.
دیگر کتابخانه‌های عمومی شهر همدان کتابخانه‌های اعتمادیه، آزادی، پروین اعتصامی، امام حسین، شاهد، مدرس، حجازی، شهدای خضر و فرهنگیان هستند که بیشتر آنان زیر نظر ادارهٔ کل فرهنگ و ارشاد اسلامی اداره می‌گردند.

### سینما
در سال ۱۴۰۲ شهر همدان دارای چندین سینما به نام‌های پردیس سینمایی مهر قدس با ۴ سالن، سینما فلسطین با ۳ سالن و سینما فرهنگ با یک سالن است.

## شبکه استانی همدان
شبکه استانی همدان یکی از مراکز صدا و سیمای جمهوری اسلامی ایران است که در شهر همدان فعالیت می‌کند.

### تاریخچه تلویزیون در همدان
آغاز بکار تلویزیون در استان همدان، در سال ۱۳۴۹ خورشیدی بود. در این سال تمامی نقاط شهری و روستایی استان همدان تحت پوشش برنامه‌های شبکه یک تلویزیون قرار گرفت. در سال ۱۳۵۶ خورشیدی و با نصب یک فرستنده مادر و چند تکرارکننده، پخش برنامه شبکه دوم تلویزیون در شهر همدان و پیرامون آغاز شد، که به تدریج دامنهٔ دریافت آن به سایر نقاط استان تسریع یافت. شبکهٔ استانی سیمای مرکز همدان در سال ۱۳۸۱ خورشیدی افتتاح شد.  درحال حاضر معاونت فنی مرکز همدان با دارا بودن ۲ ایستگاه مادر تلویزیونی، ۱۰۱ ایستگاه دریافت و پخش ماهواره‌ای و ۱۲ ایستگاه تکرارکننده کلیهٔ نقاط استان همدان را تحت پوشش برنامه‌های شبکهٔ استانی سیما قرار داده است.

### تاریخچه رادیو در همدان
برای نخستین بار با تلاش چند نفر از فعالان فرهنگی و هنری در روز پنجشنبه دوازدهم بهمن ماه ۱۳۲۹ خورشیدی پخش برنامه‌های رادیویی در همدان آغاز شد. در ابتدای کار دستگاه فرستنده رادیویی کم‌قدرت بود و تنها شهر همدان را پوشش می‌داد. شروع کار رادیو در همدان، با اوج گرفتن نهضت ملی شدن صنعت نفت ایران، و مبارزه مردم با استعمار انگلیس هم‌زمان بود. در این هنگام رادیو همدان گفتارهایی دربارهٔ مزایای ملی شدن صنعت نفت ایران پخش می‌کرد که بر شور و هیجان مردم همدان می‌افزود. پس از کودتای ۲۸ مرداد ۱۳۳۲ خورشیدی، و روی کارآمدن دولت سپهبد زاهدی، نظامیان رادیو همدان را به اشتغال خود درآورده و به فعالیت آن خاتمه دادند. پس از این واقعه تا سال ۱۳۵۱ خورشیدی استان همدان فاقد رادیوی محلی بود، لیکن با اجرای طرح توسعه رادیو و تلویزیون در کشور، رادیو همدان با نصب یک دستگاه فرستنده به قدرت یک کیلووات بر روی موج متوسط و با فرکانس ۱۵۴۸ کیلو سیکل، دورهٔ دوم فعالیت خود را آغاز کرد. دوره‌ای که تاکنون ادامه یافته و سی‌امین سال فعالیت خود را پشت سر گذاشته است.

## آموزش
پیش از انقلاب مشروطه فعالیت‌های آموزشی در همدان منحصر به چند مکتب‌خانه و مدرسه علمیه می‌شد و از دیگر مراکز آموزشی خبری نبود. با وقوع انقلاب مشروطه سیستم آموزشی سنتی یعنی مکتب خانه‌ها جای خود را به سیستمی مدرنتر با ابعاد وسیعتری داد. به تدریج در این زمینه نه تنها همدان  ازجمله پیشگامان امر آموزش و فرهنگ نوین گردید، بلکه هم‌زمان با پیروزی جریان مشروطه‌خواهی مدارس، روزنامه، چاپخانه، مراکز تفریحی، قرائت خانه و دیگر مراکز علمی و آموزشی نیز در همدان تأسیس گردید. در همدان به عکس اوضاع اقتصادی، اجتماعی و سیاسی کشور که بعد از دوره مشروطه تا به قدرت رسیدن رضاشاه رو به رکود گذاشته بود، اوضاع فرهنگی روندی رو به توسعه و ترقی داشت. مدرسهٔ آلیانس همدان و مدرسهٔ آمریکایی لازاریست نخستین مدارس به سبک مدرن در همدان بودند که توسط مؤسسات خارجی پایه‌گذاری شدند.
مدرسهٔ فخریهٔ مظفری در حوالی سال ۱۳۲۰ قمری تأسیس شد و شروع به کار کرد، و اولین مدرسه به سبک جدید بود که توسط ایرانیان در همدان تأسیس شد. مدارس اسلامیه، اسلامی، امیریه (تأسیس ۱۲۸۴ خورشیدی)، نصرت (۱۲۸۴ خورشیدی)، تأیید، الفت، شریفیه و شرافت نیز از مدارسی بودند که در دوران مشروطه در همدان افتتاح شدند. نخستین مدرسهٔ مخصوص دختران مسلمان نیز مدرسهٔ موهبت دختران نام داشت، که در سال (۱۲۹۷ش/۱۳۳۶ق) توسط دولت در همدان تأسیس گردید.
مدارس نام برده شده کلاً مدارس ابتدایی بودند و به فارغ‌التحصیلان گواهی و پایان‌نامهٔ ششم ابتدایی داده می‌شد؛ تا اینکه در سال ۱۳۱۵ خورشیدی، برای نخستین بار، مدرسه‌ای شش‌کلاسه در سطح دبیرستان، به نام دبیرستان پهلوی، در همدان به وجود آمد و اکنون نیز به نام دبیرستان امام فعالیت دارد.

### مدرسه‌های شاخص
ساختمان دبیرستان شریعتی همدان در سال ۱۳۰۷ شمسی در زمانی که همدان توسط نیروهای انگلیسی آشغال شده‌بود، ساخته شده است. این دبیرستان در سال ۱۳۳۰ شمسی پس از تغییرات کاربردی متعدد، به عنوان دبیرستان رضا شاه شروع بکار کرد و بخاطر قدمت ساختمان و معماری آن در سال ۱۳۸۸ شمسی به عنوان میراث فرهنگی به ثبت رسیده است.
دبیرستان ابن سینا مربوط به رضاشاه ۱۳۶۰ هجری قمری است و در خیابان طالقانی، چهارراه ابن سینا واقع شده و به عنوان یکی از آثار ملی ایران به ثبت رسیده است.
دبیرستان و راهنمایی دخترانه فرزانگان همدان، و دبیرستان و راهنمایی پسرانه علامه حلی همدان، مراکز پرورش استعدادهای درخشان شهر همدان هستند.

### دانشگاه‌ها و مراکز آموزش عالی
همدان با وجود مراکز دانشگاه بوعلی سینا، دانشگاه صنعتی همدان، دانشگاه آزاد اسلامی واحد همدان، دانشگاه پیام نور همدان و مراکز دیگر، به عنوان یکی از قطب‌های دانشگاهی کشور شناخته می‌شود.

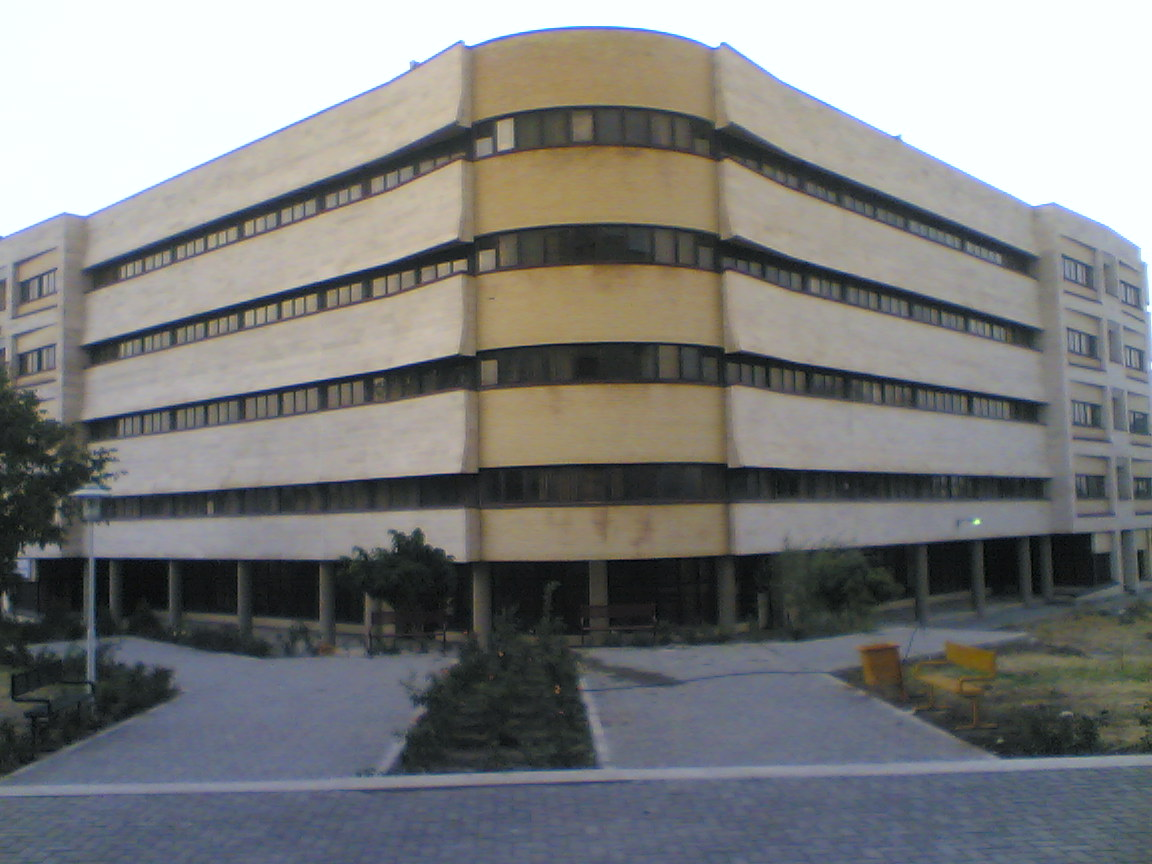
دانشگاه بوعلی سینا

اطلاعات مربوط به برخی از دانشگاه‌های مطرح شهر همدان در جدول زیر آمده است.
| نوع دانشگاه       | نام                       | سایت رسمی | توضیحات |
| ----------------- | ------------------------- | --------- | --- |
| دولتی             | بوعلی سینا                | سایت رسمی | دارای ۱۴ دانشکده شامل: دانشکده فنی و مهندسی، دانشکده کشاورزی، دانشکده ادبیات و علوم انسانی، دانشکده علوم پایه، دانشکده علوم اقتصادی و اجتماعی، دانشکده هنر و معماری، دانشکده شیمی، دانشکده پیرا دامپزشکی، دانشکده فنی تویسرکان، دانشکده فنی کبودرآهنگ، دانشکده مدیریت و حسابداری رزن، دانشکده صنایع غذایی بهار، دانشکده تربیت بدنی ( درحال تأسیس) و دانشگاه دخترانه نهاوند است.                                         |
| دولتی             | دانشگاه علوم پزشکی همدان  | سایت رسمی | دارای ۷ دانشکده شامل: دانشکده‌های، پزشکی، دندانپزشکی، پرستاری و مامائی، بهداشت، پیراپزشکی، داروسازی و توانبخشی است. |
| دولتی             | دانشگاه صنعتی همدان       | سایت رسمی | در سال ۹۲–۹۱ در ۹ رشته کارشناسی؛ برق (کنترل، الکترونیک) ، کامپیوتر (سخت‌افزار و فناوری اطلاعات)، مهندسی روباتیک، مهندسی مواد (استخراج)، مهندسی شیمی، مهندسی پزشکی (بیوالکتریک)، مهندسی معدن (استخراج معدن) و ۷ رشته کارشناسی ارشد مهندسی برق(کنترل)، مهندسی برق (قدرت)، مهندسی برق (الکترونیک)، مهندسی مواد (استخراج)، مهندسی مواد (شناسایی و انتخاب مواد)، مهندسی معدن (استخراج معدن) و مهندسی شیمی دانشجو پذیرفته است. |
| تربیت معلم        | پردیس شهید مقصودی همدان   | سایت رسمی | در بهمن سال ۹۱ این مرکز ۷۷۶ نفر دانشجو را پذیرفته است. |
| جامع علمی کاربردی | دانشگاه جامع علمی کاربردی | سایت رسمی | دارای ۲۲ مرکز آموزش علمی کاربردی در سطح استان همدان |
| آزاد              | آزاد اسلامی همدان         | سایت رسمی | دارای ۴ دانشکده شامل: علوم انسانی، فنی مهندسی، هنر و معماری و علوم پایه است. |
| غیره              | دانشگاه پیام نور همدان    | سایت رسمی | پیام نور همدان در سال ۱۳۹۲، دارای ۶۰ رشته کارشناسی، ۱۰ رشته ارشد، ۲۶۷ رشته محل کارشناسی و ۱۳ رشته محل کارشناسی ارشد بوده است. |

### حوزه‌های علمیه
مدرسهٔ علمیهٔ آخوند معروفترین مدرسهٔ علمیه همدان است و در سال ۱۲۵۳ هجری قمری تأسیس شده است. این مدرسه دارای دو قسمت بیرونی و اندرونی و ۲۵ حجره می‌باشد. «مدرسهٔ علمیهٔ خواهران همدان» روبه‌روی مدرسهٔ علمیهٔ آخوند قرار دارد. این مدرسه بعد از انقلاب اسلامی تأسیس گردیده است.
مدرسهٔ علمیهٔ زنگنه در فاصلهٔ کمی از میدان مرکزی همدان قرار گرفته است. این مدرسه در عهد صفویه توسط شیخ علیخان زنگنه از وزرای شاه عباس دوم وقف طلاب علوم دینی گردیده و از آن تاریخ به بعد مرکز تعلیم علوم اسلامی و تربیت عالمان دینی در منطقه به‌شمار می‌آید. مدرسهٔ علمیهٔ دامغانی نیز در جوار امامزاده عبدالله قرار دارد و دارای کتابخانه و دو سالن تدریس و تعدادی حجره است.

## ورزش
شهر همدان دارای ۲ تیم به نام‌های باشگاه فوتبال پاس همدان و باشگاه فوتبال الوند همدان در لیگ آزادگان (دسته یک) است.
ورزش باستانی در استان همدان دارای سابقه دیرینه ایست. خواجه رشیدالدین فضل‌الله همدانی (۷۱۷–۶۴۸ ه‍.ق) در جامع التواریخ و عطاملک جوینی (۶۸۱–۶۲۳ ه‍.ق) در تاریخ جهانگشای جوینی شرحی در مورد سابقهٔ پهلوانی در همدان نوشته و پیروزی و مبارزهٔ پهلوان فیلهٔ همدانی با پهلوان بزرگ مغول را شرح داده‌اند.  درحال حاضر شهر همدان دارای ۵ زورخانه است. زورخانهٔ پهلوان علی میرزا زیر نظر اداره تربیت بدنی اداره می‌شود همچنین زورخانه سعادت و زورخانهٔ همه کسی (الوند سابق)  ازجمله زورخانه‌های قدیمی همدان هستند که قدمت آن‌ها به بیش از ۸۰ سال می‌رسد و همان بافت باستانی و گذشته را دارند.
نخستین ورزشگاه اسب سواری شهر همدان در سال ۱۳۵۴ شمسی در شمال غربی همدان، میدان قائم، ابتدای چهار باغ ارم، تأسیس شد. تیم سوارکاری جوانان همدانی، در سال ۱۳۷۹ به نمایندگی از نظام جمهوری اسلامی ایران، در مسابقات جهانی هندوستان شرکت نمود و نایب قهرمان این دوره از مسابقات گردید. همچنین پیست سوارکاری دیگری نیز به نام باشگاه سوارکاری ابن‌سینا در شهر همدان دایر است و در زمینهٔ آموزش سوارکاری و نگهداری اسب، برای افراد شش سال به بالا عضوگیری می‌نماید.
هاکی همدان در سال ۱۳۵۲ تشکیل شد و در همان سال در مسابقهٔ مجموعه آزادی تهران مقام سوم را به دست آورد. اخیراً تیم هاکی زنان همدان نیز فعالیت خود را آغاز کرده است. تیم هاکی همدان هم‌اکنون یکی از پایگاه‌های مهم هاکی کشور است و تاکنون بیش از ۱۷ مقام قهرمانی، نایب قهرمانی و سومی کشور را به دست آورده است.
نخستین پیست اسکی همدان در سال ۱۳۵۴ در انتهای چهارباغ ارم، جنب پیست اسب‌سواری آغاز به کار کرد که سپس‌تر هیئت اسکی در سال ۱۳۶۴ به علت بارش کم برف آن را به منطقهٔ تاریک‌دره واقع در دامنهٔ الوندکوه و ۱۰ کیلومتری جنوب همدان، منتقل کرد. این پیست گرچه کوچک است، ولی در بین پیست‌های اسکی ایران کمترین مسافت را تا مرکز شهر دارد. ورزشکاران این رشته در همدان توانسته‌اند در مسابقات کشوری به مقامی انفرادی و تیمی قابل توجهی دست یابند.

### ورزشگاه‌ها
- ورزشگاه شهید مفتح ورزشگاهی چند منظوره است. باشگاه فوتبال پاس همدان بازی‌های خانگی خود را لیگ برتر فوتبال ایران در این ورزشگاه انجام می‌دهد.[۱۴۰]
- ورزشگاه شهدای قدس این ورزشگاه قدمتی ۵۰ ساله دارد. گنجایش این ورزشگاه ۵۰۰۰ نفر است.[۱۴۱]
- مجموعهٔ ورزشی تختی، شامل: سالن جودو، سالن وزنه‌برداری و سالن ژیمناستیک[۱۴۲]
- ورزشگاه ملت همدان، شامل: زمین چمن، سالن چند منظوره، سالن بدنسازی و میهمان‌سرای ورزشی‌است.[۱۴۱]

## صنایع‌دستی

### فرشبافی
قالی‌بافی در شهر همدان از رونق بسیار زیادی برخوردار بوده و این شهر از گذشته یکی از مراکز بزرگ تجارت فرش در غرب ایران به‌شمار می‌آمده است. همدان یکی از مراکز عمدهٔ قالی‌بافی ایران محسوب می‌شود. اهمیت آن از این جهت است که میزان محصولات قالی و قالیچه‌های تولیدشده با قیمت ارزان، از سایر نواحی قالی‌بافی ایران بیشتر است، به‌طوری‌که می‌توان همدان را مرکز قالیچه‌های ارزان‌قیمت نامید. آنچه بیش از هرچیز موجب شناسایی قالی‌های همدان می‌شود، وجود ریشه‌های بلند و پرپشم آن است، به‌طوری‌که قالی‌های همدان سنگین‌تر از قالی‌های دیگر مناطق ایران می‌باشند.

### چرم‌سازی
شهر همدان  ازجمله شهرهای مهم تولید و صادرکننده چرم در ایران است. سابقهٔ این صنعت در همدان چندان طولانی‌است که این شهر را «شهر دباغخانه‌ها» نیز نامیده‌اند. تا اوایل حکومت پهلوی تولید چرم در شهر همدان از رونق بسیاری برخوردار بود، به‌طوری‌که چرم همدان و کالاهای چرمی ساخته‌شده از آن، شهرت جهانی داشت. از سال ۱۳۰۹ شمسی با ایجاد تغییراتی در نحوهٔ شهرسازی و به بهانهٔ کنترل بیماری‌ها و رعایت نکات بهداشتی، از ادامهٔ کار کارگاه‌های دباغی در داخل شهر جلوگیری به عمل آمد و این کارگاه‌ها در دو محل خارج از شهر استقرار داده‌شد. از سوی دیگر با ورود ماشین و کالاهای وارداتی  ازجمله کفش و کیف و غیره از میزان تقاضای چرم کاسته شد و از آن پس تولیدات بیشتر به منظور صادرات فراهم آمد.

## جاذبه‌های گردشگری

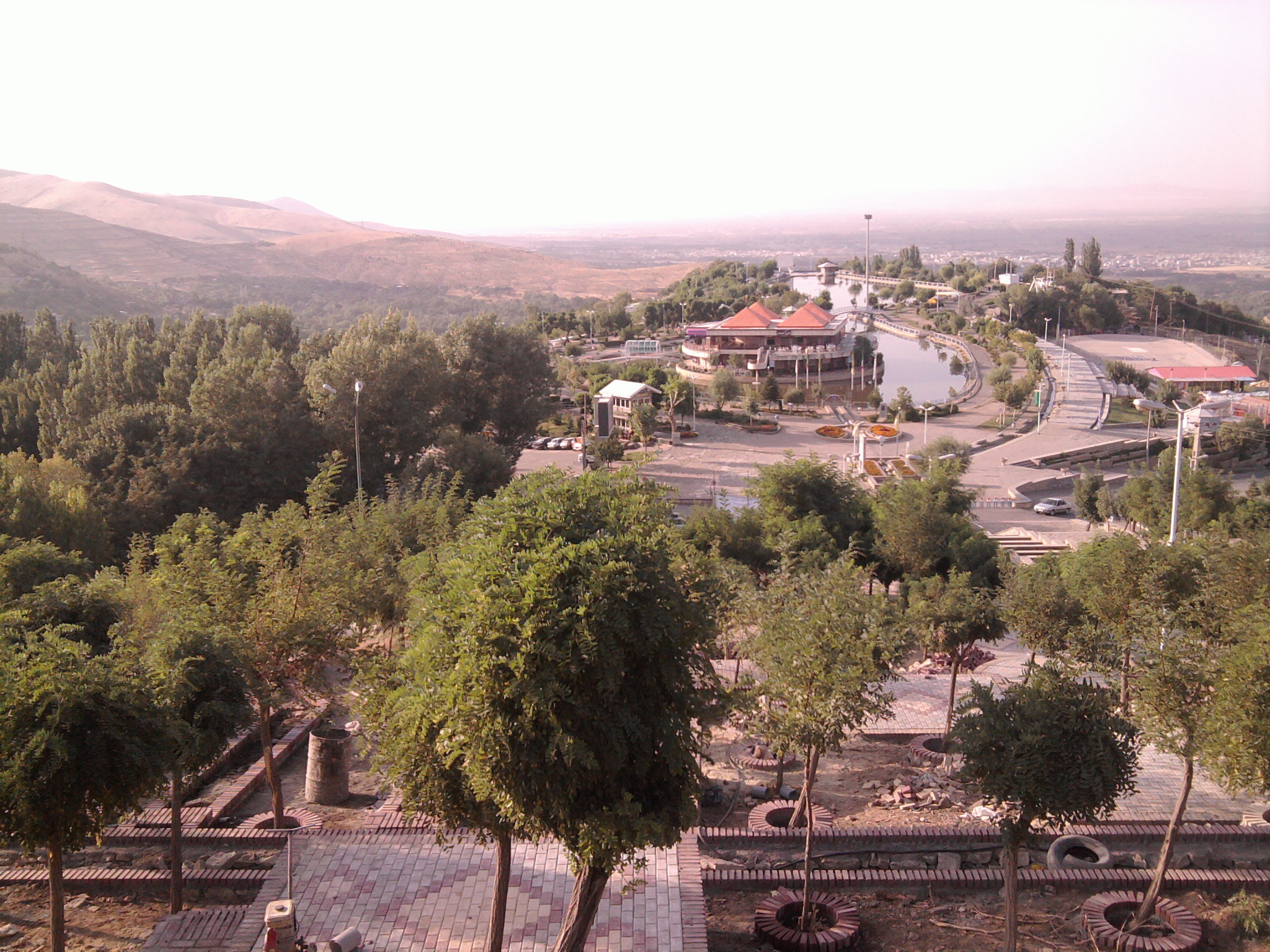
نمایی از استخر عباس‌آباد؛ منطقه تفریحی و گردشگری

همدان یکی از مراکز صنعت گردشگری و صنایع‌دستی کشور، هم از حیث میراث فرهنگی و قدمت تاریخی و هم از حیث امکان وضعیت گردشگری‌است.

### آثار تاریخی

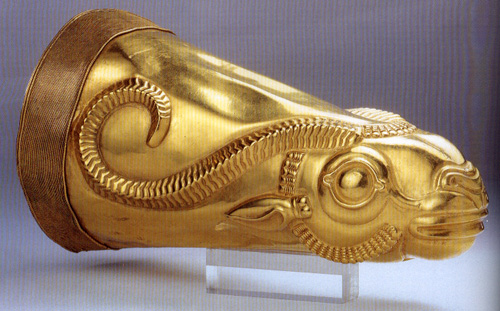
جام زرین کشف‌شده در تپه هگمتانه به نام آریارمنه؛ این جام در موزهٔ شهر برلین در آلمان نگهداری می‌شود.

از آثار تاریخی دورهٔ قبل از اسلام تپه هگمتانه یکی از مکان‌های است که در طول سدهٔ گذشته بارها مورد حفاری قرار گرفته است. در طول حفاری‌های انجام شده، آثار ارزشمند و بی‌نظیری کشف گردیده، که اغلب متعلق به دوران هخامنشیان و نیاکان آنهاست. امروزه عموم باستان‌شناسان معتقد اند که این تپه (که وسیع‌ترین تپه باستانی ایران است) به بقایای ابنیهٔ
کاسی، مادی، هخامنشی تعلق دارد.
گورستان پارتی نیز در محوطهٔ شیر سنگی واقع شده است. این گورستان به مدت ۲۰۰ سال از اواخر دوران هخامنشی تا نیمهٔ اول دورهٔ سلوکی مورد استفاده بوده و سه روش تدفین مختلف در آن به چشم می‌خورد، که می‌توان آن را بیانگر به وجود آمدن و گسترش سه جریان مذهبی متفاوت دانست که طی این دو سده جامعهٔ آن روز همدان را متأثر ساخته‌بود.
همچنین آثاری همچون کتیبه‌های کتیبه‌های گنج‌نامه و مجسمه شیر سنگی نیز از آثار بجا مانده از دورهٔ قبل از اسلام هستند.
از دوره پس از اسلام نیز در نقاط مختلف شهر یادمان‌های متعددی برجای مانده که اهم آن‌ها عبارتند از: بقعهٔ خضر مربوط به سده پنجم، بنای بسیار زیبا و ارزشمند گنبد علویان، آرامگاه استر و مردخای و برج قربان از دورهٔ سلجوقی، پل آبشینه از دورهٔ صفوی و مسجد جامع همدان، بازار همدان و میدان امام همدان از ابنیهٔ مهم بعد از دورهٔ صفوی است.

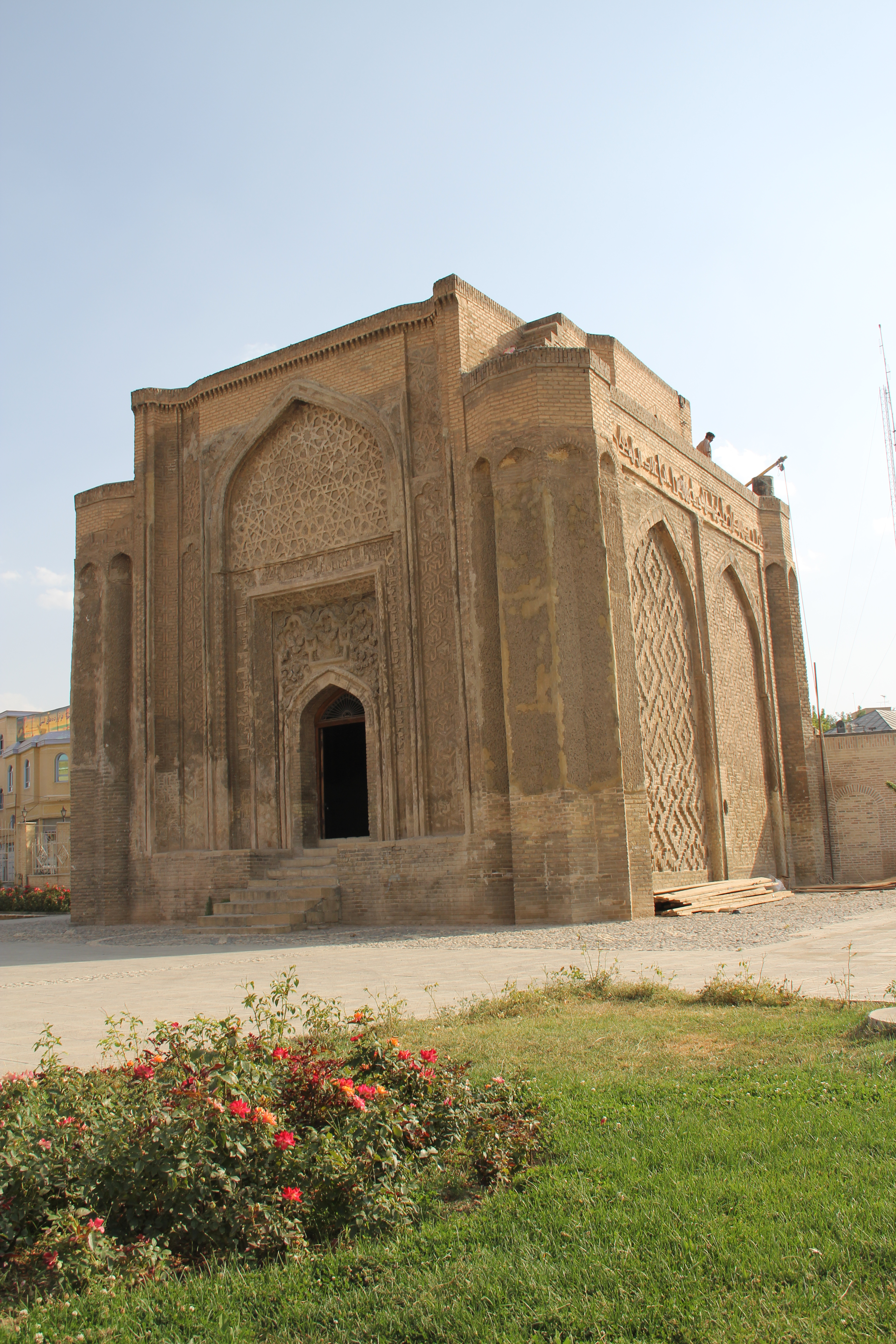
گنبد علویان یکی از یادمان‌های دوره سلجوقیان
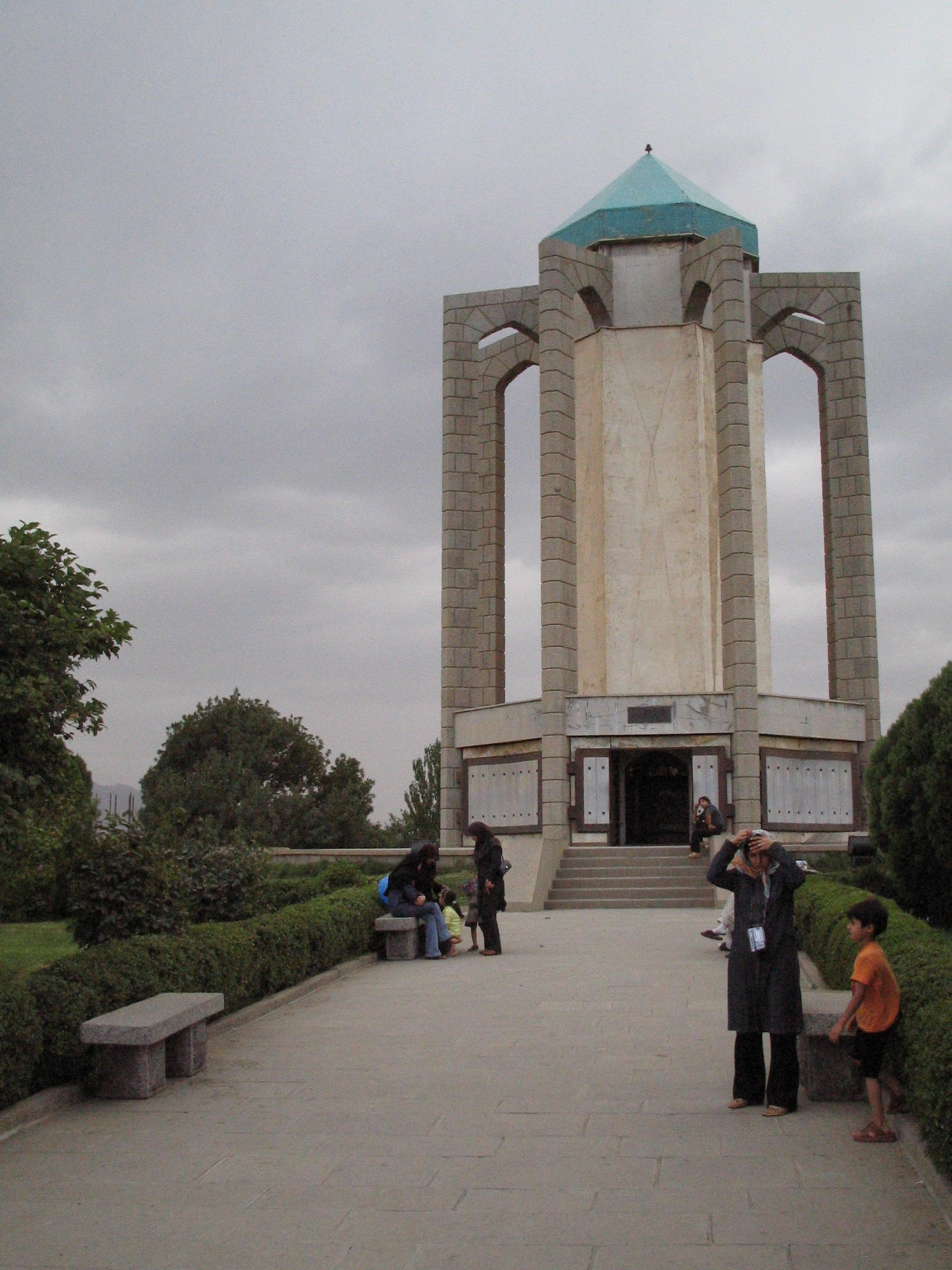
آرامگاه باباطاهر
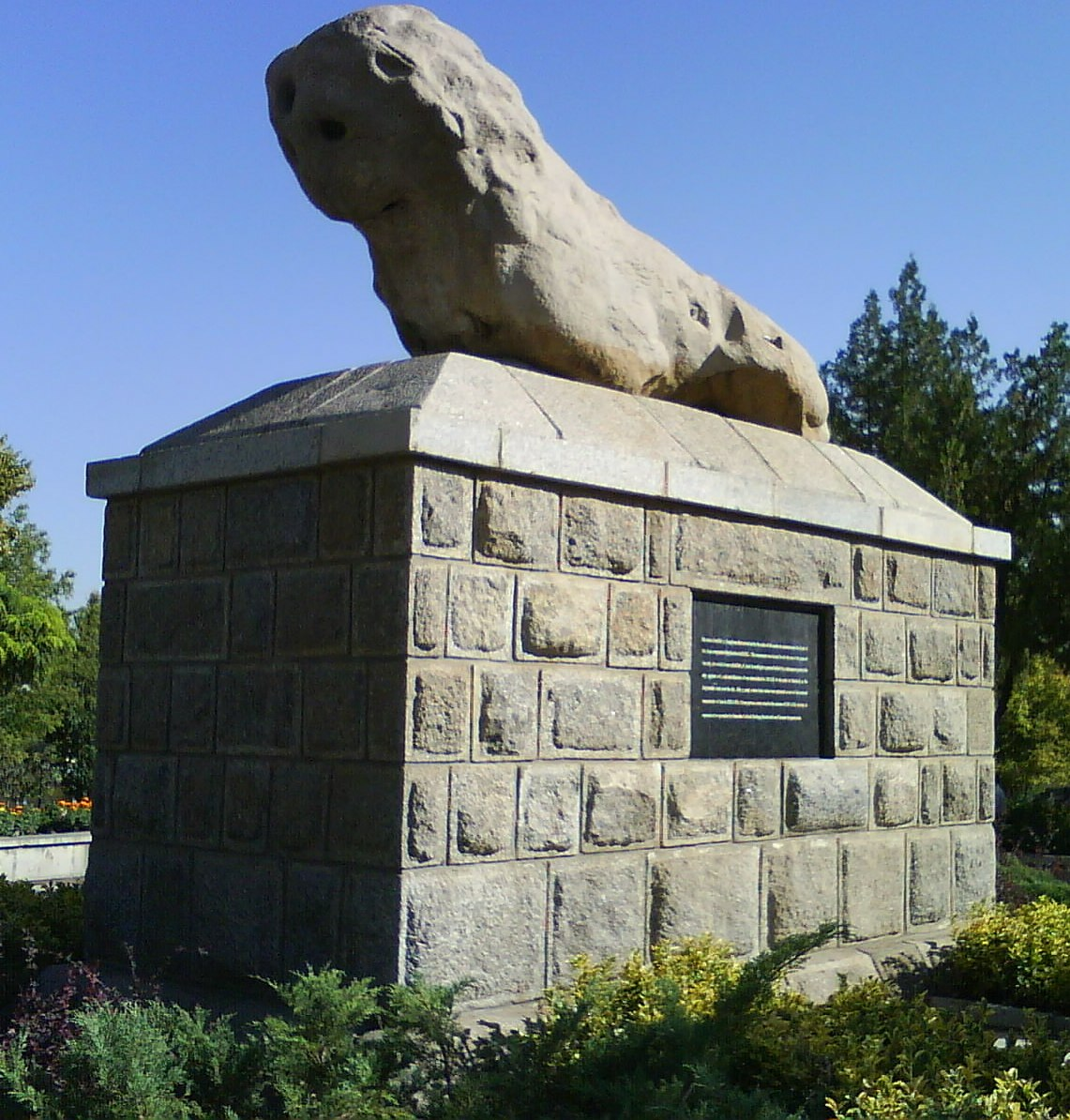
شیر سنگی
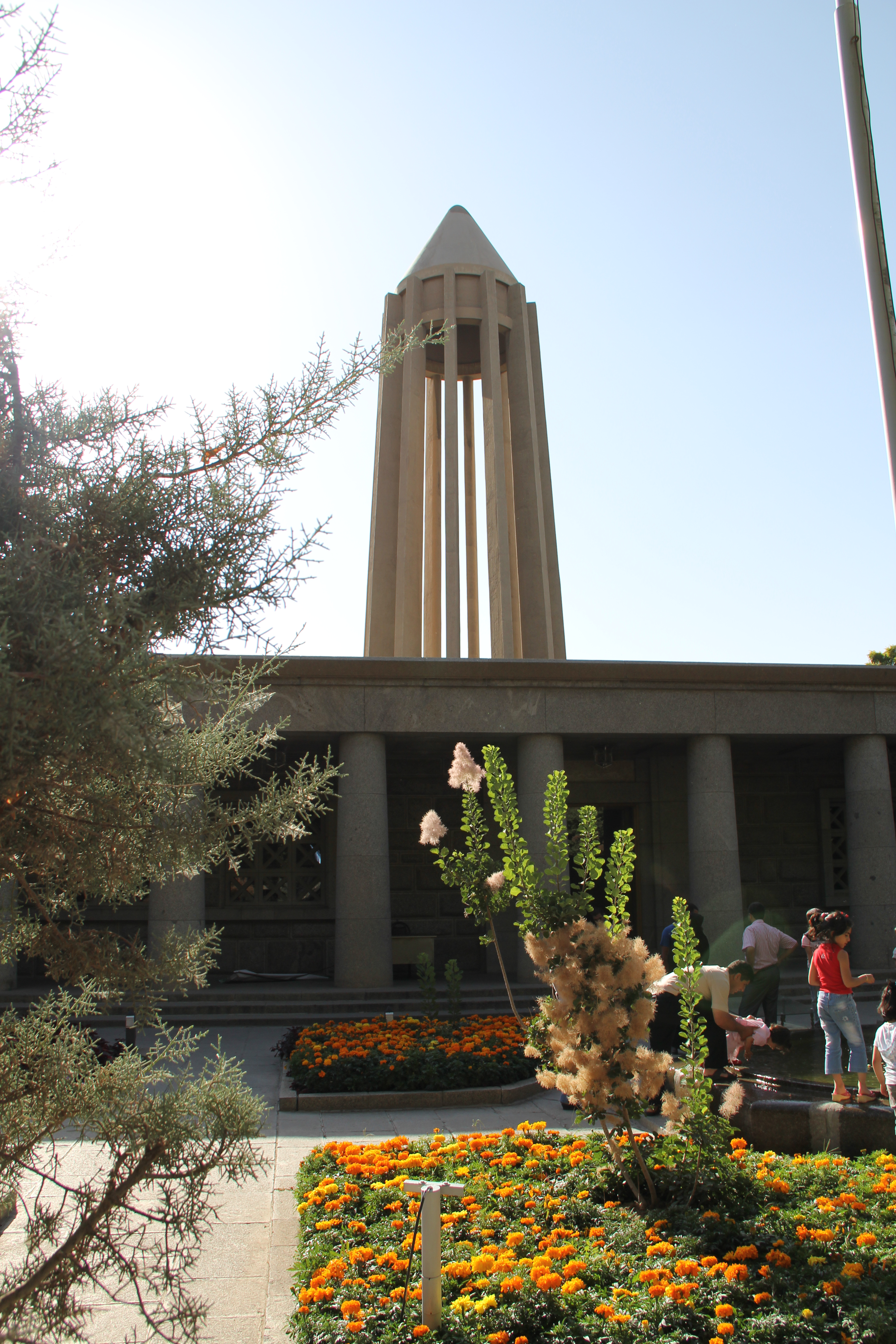
آرامگاه بوعلی‌سینا
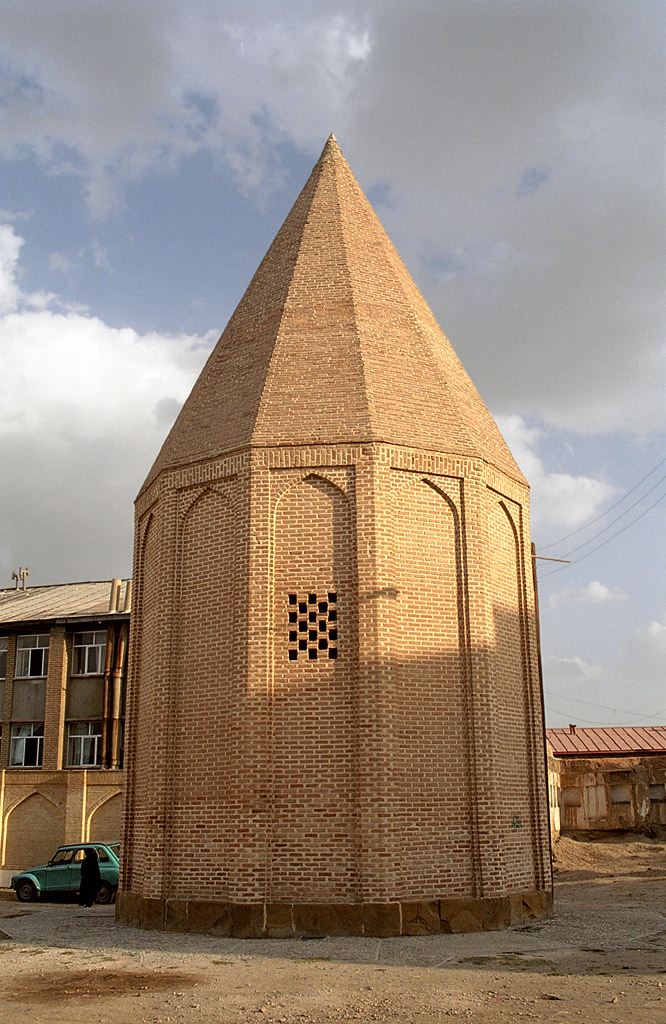
برج قربان

### موزه‌ها
موزه‌های تاریخ طبیعی همدان، هگمتانه، بوعلی‌سینا، دفاع مقدس، موزه سفال، نظری، حمام قلعه، مفاخر و مشاهیر همدان، صنایع دستی همدان و موزه میدان مرکزی همدان موزه‌های شهر همدان هستند.

### چشم‌اندازهای طبیعی

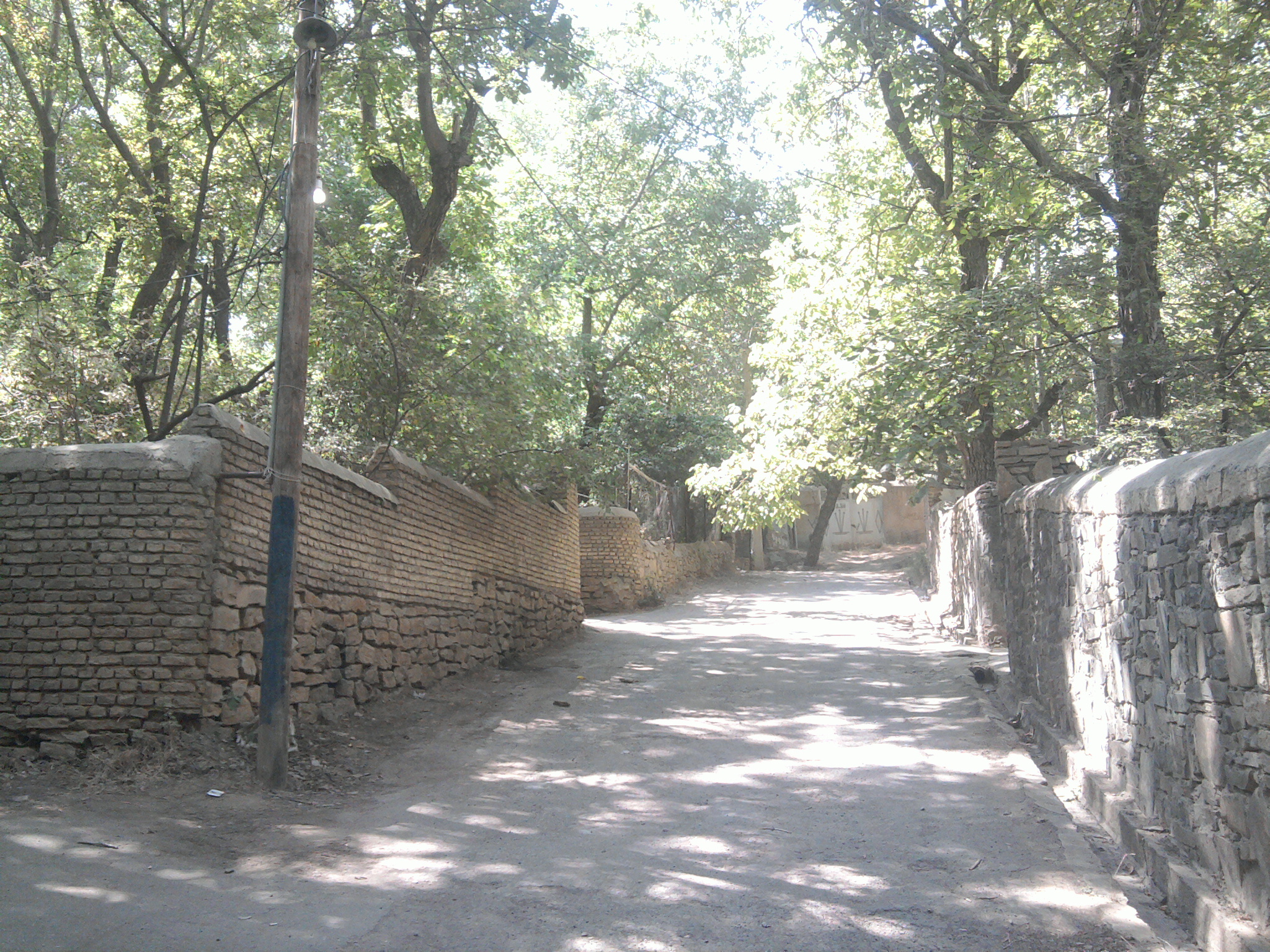
کوچه باغ عباس‌آباد

همدان دارای گردشگاه‌ها و مناظر بسیار زیبایی‌است.
- دره مرادبیگ در جنوب شهر، پیرامون قریه‌ای به همین نام قرار دارد دامنه‌ها و باغ‌های آنجا معروف می‌باشد.
- دره عباس‌آباد در ۱ کیلومتری شهر است. این درهٔ فرحناک دارای آب و هوای مطبوع و دلپذیری‌است.
- دره گنج‌نامه در ۵ کیلومتری شهر است چون نسبت به شهر در موقعیت مرتفع‌تری قرار دارد، چندین آبشار طبیعی در پیرامون آن روان است. کتیبه‌های گنج‌نامه، آبشار گنج‌نامه، و همچنین آتشکده بهرام در این دره واقع شده است.[۱۵۲]
- دره امامزاده کوه این دره حدود ۱۲ کیلومتری جنوب غربی شهر همدان قرار گرفته است. زیارتگاه امامزاده کوه که بقعهٔ آن شامل دو بنای آجری نسبتاً کوتاه با گنبد مرتفع شلجمی شکل بوده و ظاهراً از آثار دورهٔ ایلخانی [سده هشتم هجری) است.[۱۵۳]
- سد اکباتان در ۱۱ کیلومتری جادهٔ همدان به ملایر و در دره‌ای سرسبز قرار دارد. کوه‌های اطراف و رودخانهٔ پایین دست سد به‌طورکلی جنگل‌کاری شده است. در محدودهٔ این سد در حدود ۴۰ گونه گیاه بومی می‌روید،  ازجمله انواع گونها، شیرین بیان، بومادران و آلاله همچنین در حوضچهٔ سد اکباتان انواع ماهی‌ها پرورش داده می‌شود. سد اکباتان محل فرود برخی از پرندگان مهاجر در فصل مهاجرت نیز می‌باشد.[۱۵۴]

همدان به «شهر اطلسی‌ها» شهرت دارد.

#### تله‌کابین گنجنامه

مجموعه تله‌کابین گنج‌نامه

اجرای طرح احداث تله‌کابین گنج‌نامه از سال ۱۳۷۸ آغاز و چندین‌بار با بحث‌ها و چالش‌های زیاد از سوی مخالفان متوقف شده، و بار دیگر از سوی سایر سازمان‌ها به جریان افتاده است. ساخت این پروژه دارای سه فاز است که در سال ۱۳۹۰ فاز اول و دوم آن به مرحلهٔ بهره‌برداری رسیده است. این تله‌کابین در انتهای دره عباس‌آباد در ۵ کیلومتری شهر همدان و در مجاورت گنج‌نامه واقع شده است. طول خط این تله‌کابین ۱۶۸۰ متر و اختلاف ارتفاع آن ۸۰۰ متر است، دارای ۱۷ پایه و ۵۰ عدد کابین در فاز نخست است. این تله‌کابین به سمت منطقهٔ میدان میشان یکی از ارتفاعات سرسبز کوه الوند امتداد دارد.
در خرداد سال ۱۳۸۸ برخی از برنامه‌های فاز سوم شرکت تله‌کابین گنج‌نامه، احداث سالن بولینگ، ایجاد آبشار مصنوعی برای مسابقات یخ‌نوردی، ایجاد مجموعه ورزشی تعادل هوایی، ایجاد دو پیست اسکی در میدان میشان و همچنین ایجاد خط تله‌سی‌یژ در کنار این پیست، پیست مخصوص برای دوچرخه‌سواران، ایجاد صخره‌ای مصنوعی برای ورزشکاران صخره‌نورد، ایجاد دو باند هلی‌کوپتر در مبدأ و مقصد تله‌کابین، احداث یک مجموعه شامل رستوران، کافی شاپ، هتل سه طبقه در میدان میشان اعلام شده است.

#### نگرانی از اثرات زیست‌محیطی تله‌کابین گنجنامه
هواداران محیط زیست عنوان می‌کنند، که این تله‌کابین عاملی خواهد شد تا راه بسیاری از افراد غیر کوهنورد که علاقه‌ای به طبیعت و محیط اطرافشان ندارند را نیز به طبیعت بکر الوند باز کند و باعث شود که انبوهی زباله را با خود به دامن این طبیعت بیاورند. همین امر موجب می‌شود تا بسیاری از گونه‌های گیاهی به‌دلیل تخریب بستر رودها از بین برود.
این ایرادات در حالیست که هنگامیکه تنها کوهنوردان حرفه‌ای به این منطقه رفت‌وآمد داشتند، در یک روز بیش از یک تن زباله در این کوه تلنبار می‌شده است، با در نظر گرفتن اینکه احداث این تله‌کابین باعث جابه‌جایی سالانه هزاران نفر گردشگر خواهد شد، مسئولان موردنظر لازم است اقدامات جدی‌تری دربارهٔ دفع زباله انجام دهند، تا این دامنه‌های سبز و بکر کمتر مورد آسیب قرار گیرند.
این پایان ایرادات گرفته‌شده از سوی این کارشناسان نیست، آن‌ها حتی معتقدند که با توجه به ضعف مدیریت مسئولان گردشگری بعید نیست در آینده‌ای نزدیک به بهانهٔ توسعهٔ بیشتر فضاهای گردشگری، مانند پیست اسکی و سایر ورزش‌های زمستانی، مسئولان بیش از پیش با طرح‌های خود به‌سوی دامنه‌های الوند رفته و تمام زیبایی‌های آن را از بین ببرند.

### مکان‌ها و آثار باستانی مذهبی

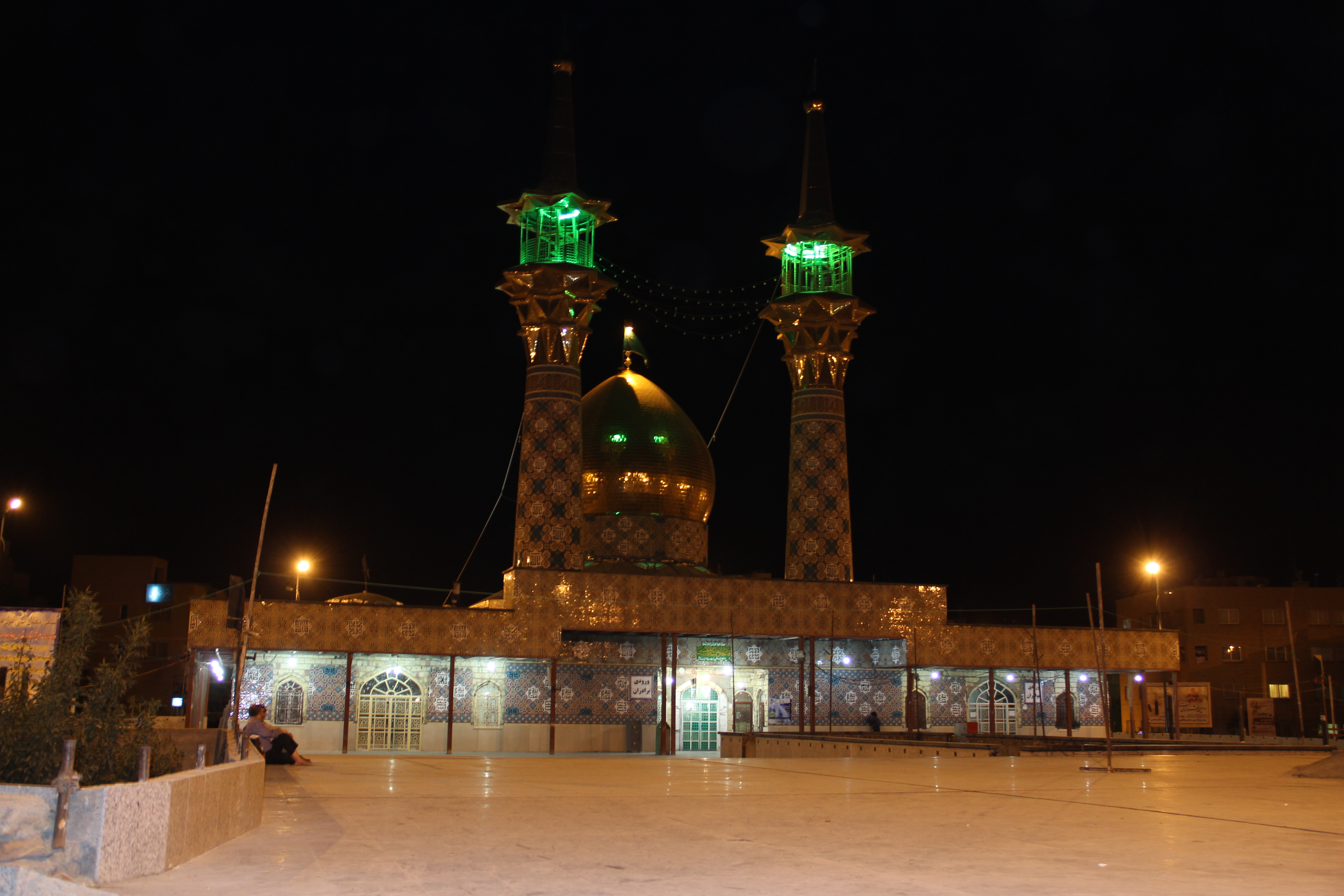
امامزاده عبدالله در شب

در همدان تعدادی مساجد قدیمی و با قدمت بیش از چند صد سال بر جای مانده است که مسجد جامع همدان، مسجد میرزا تقی و مسجد میرزا تقی از شهرت بیشتری برخوردار هستند.
همدان در ردیف نخستین شهرهایی است که علویان از طبرستان به آنجا هجرت کرده و در آن زندگی کردند. شهر همدان سده‌ها یعنی از ورود ابوالقاسم بطحایی علوی تا حملهٔ مغول یکی از پایگاه‌های بزرگ علویان بوده است. به همین سبب قبرهای برخی از فرزندان و نوادگان امامان شیعه که در همدان منزل نمودند، هم‌اکنون به صورت امامزاده و زیارتگاه در شهر برجای مانده است که  ازجمله می‌توان به امامزاده عبدالله، امامزاده کوه، امامزاده حسین، امامزاده اهل ابن علی، امامزاده اسماعیل امامزاده هادی، امامزاده یحیی، امامزاده عیسی‌بن‌احمد و امامزاده خضر اشاره کرد.
سقاخانهٔ حضرت ابوالفضل، سقاخانهٔ آقاجانی‌بیگ سقاخانه‌های معروف همدان هستند.

### غذاهای محلی
همدان دیار ترشیها و مرباهای عجیب و غریب است. به علت کثرت انواع ترشی خود اهالی مثلی دارند مبنی بر اینکه «هِمِدانیا میلیچ (گنجشک) تُو هِوا می‌پَره، می‌گیرن مُوکُونَن تُرشی.» با شروع فصل پاییز اغلب زنان همدانی دست به‌کار تهیه ترشی‌های مختلف می‌شوند. به نظر می‌رسد دلیل اهمیت تهیهٔ ترشی در همدان، زمستان‌های طولانی و سرد گذشته بوده است که زنان را وادار به نگهداری طولانی مدت موادغذایی از این طریق می‌کرده و اکنون هم این رسم همچنان به قوت خود باقی مانده است.  درحال حاضر بیش از ۱۰۰ نوع ترشی در همدان تهیه می‌شود. شاخصه اصلی ترشی همدان استفاده از گیاهان بومی و به کاربردن چاشنی‌ها و سبزی‌های منطقه در آن‌ها است که سبب تمایز ترشی‌های همدان با سایر نقاط شده است.
در همدان تنوع غذایی زیاد است و علاوه بر انواع غذاهایی که در همه ایران طبخ می‌شود؛ برخی از انواع غذاهای محلی و همچنین چندین نوع آبگوشت ویژه نیز رواج دارد. آبگوشت‌ها متنوع هستند ولی امروزه نسل جوان استقبال زیادی از این نوع غذاها ندارند. همچنین در همدان به واسطه سبزی‌های کوهی متنوع در دامنه کوه‌ها مردم تمایل به طبخ آش با این سبزها دارند که دارای خواص بسیار زیادی است. در این خطه انواع گوناگون آش تهیه می‌شود و آش برنج یکی از کاربردی‌ترین آنهاست.
پنج غذای محلی همدان جهت ثبت ملی معرفی شده‌اند، این پنج غذا عبارتند از: آبگوشت بزباش، آبگوشت کلم قمری، آش کاچی، سرداشی، آبگوشت یخنی همچنین آش آبغوره، آبگوشت فلفل همدانی، مربای پوست هندوانه، مربای ترب سیاه، ترشی گردو، خورش غوره بادمجان، آش میوه،
آش ترخینه، آش سماق، آش شله، آش قیسی، آش ترشی، آش شل پتله، آش خیارچنبر، آش بلغور، آش کشکآش آماج، آش هویج و جو، شیر شیره، دیزی، ترحلوا، کوفته همدانی، آش غورابه، آش خشکبار، نان اگردک (اگرده)، نان گرده قوت و ترحلوای هویج در شمار خوراک‌های محلی این منطقه هستند.

### ره‌آوردها
ظرف‌های سفالین هنرمندان لالجین یکی از محبوب‌ترین ره‌آورده‌های همدان است، هر چند که مرکز سفال استان همدان در لالجین است اما در حاشیه میدان باباطاهر نیز سفال عرضه می‌شود، و می‌توان سفال سوغاتی را از این مراکز فروش نیز تهیه کرد.
همچنین سیر، انگور، آلو، آلبالو، شیرهٔ انگور، قیسی، مویز، کشمش تیزابی، لواشک، تخمه آفتاب‌گردان، گردو، باسلوق، خیارشور، گیاهان دارویی، عسل، گیوه، قالی و چرم ره‌آوردهای شهر همدان هستند. رئیس اتحادیه قنادان همدان این شهر را قطب شیرینی‌های سنتی غرب کشور خوانده است. برخی از شیرینی‌های سنتی همدان ۱۵۰ تا ۲۰۰ سال قدمت تولید دارند.  ازجمله این شیرینی‌ها می‌توان کماج، شیرمال، حلوازرده، انگشت‌پیچ، آب‌نبات قیچی، حلوا لوزی، شیرینی چای بغدادی، نان چای و راحت‌الحلقوم را نام برد.

## شهرهای خواهر
| پرچم | شهر          | کشور      | سال خواهرخواندگی |
| ---- | ------------ | --------- | ---------------- |
|      | کولاب        | تاجیکستان | ۲۰۰۴             |
|      | اسپارتا      | ترکیه     | ۱۳۸۸             |
|      | بخارا        | ازبکستان  | ۱۳۹۳             |
|      | ایکاترین‌بورگ | روسیه     | ۱۳۹۳             |

پیوند اصلی این مابین دو شهر کولاب و همدان، به علت مقبره میر سید علی همدانی عارف و صوفی زاده‌شده در همدان است که در کولاب دفن شده است. خواهرخواندگی همدان با یکی از شهرهای ایتالیا، پیشنهاد شده است.